# Dějiny metra v Praze

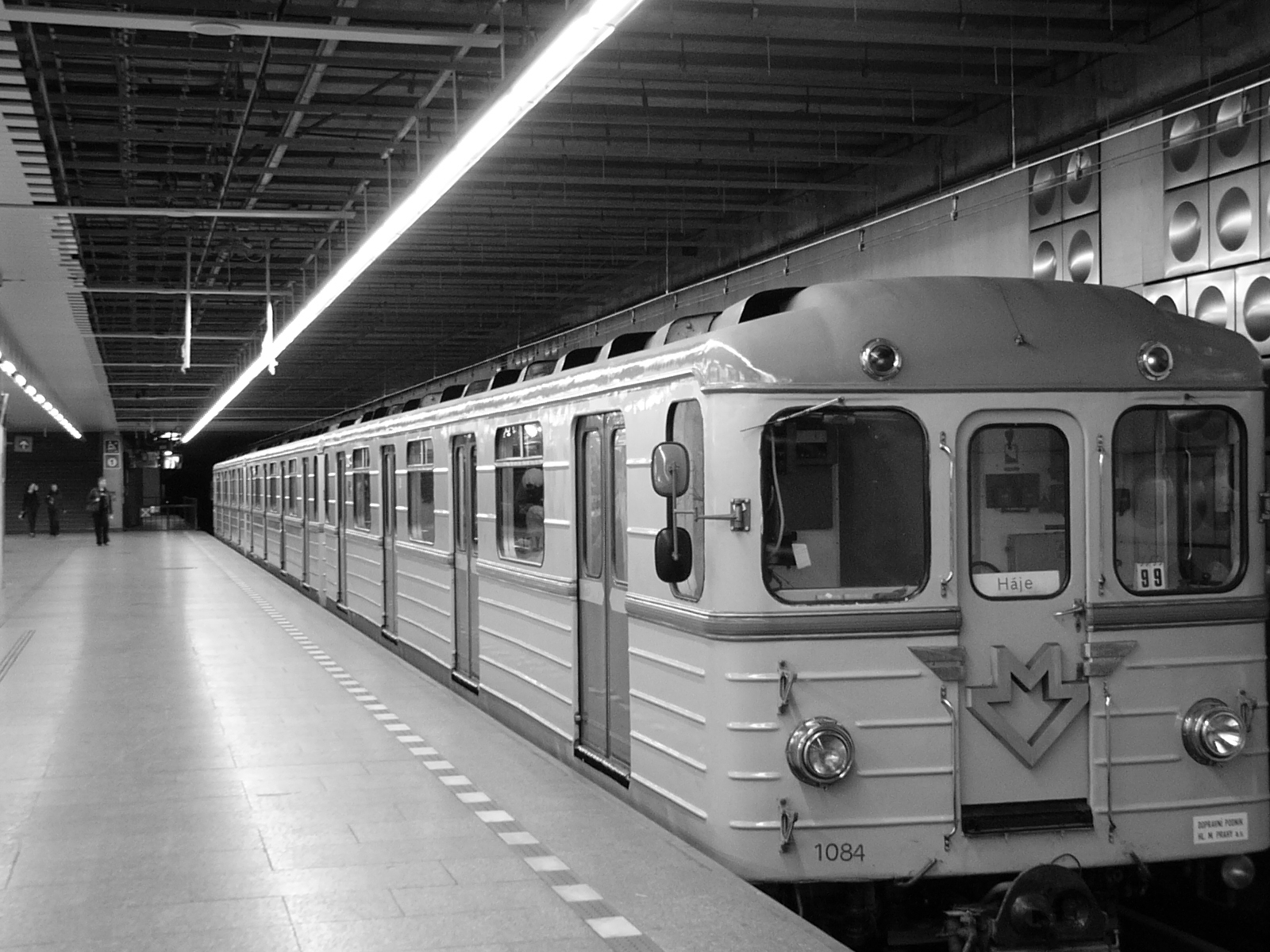
Souprava typu Ečs ve stanici Háje; první série těchto vozů byla do Prahy dodána z SSSR roku 1973

Rozšiřování metra v Praze

Dějiny pražského metra sahají až do 19. století, kdy se začalo hovořit o potřebě podzemní dráhy. Další plány vznikaly za první republiky a počátkem druhé světové války již probíhaly přípravné práce. Válka ovšem stavbu ukončila a myšlenka opět ožila až v 60. letech 20. století, kdy se počítalo nejprve se stavbou podpovrchové tramvaje. Projekt byl však změněn na metro nezávislé na tramvajích.
První část linky C byla uvedena do provozu roku 1974, nejstarší část trasy A zahájila provoz v roce 1978, linka B byla spuštěna roku 1985. Všechny trasy pak byly postupně prodlužovány a modernizovány. Budovalo se v náročných geologických podmínkách a celý systém bývá označován i jako stavba století. Kritickou zatěžkávací zkouškou pro metro byly povodně roku 2002, kdy byla velká část podzemí zaplavena a poničena vodou.

## Historie

### 1898–1960: Nerealizované návrhy a koncepce

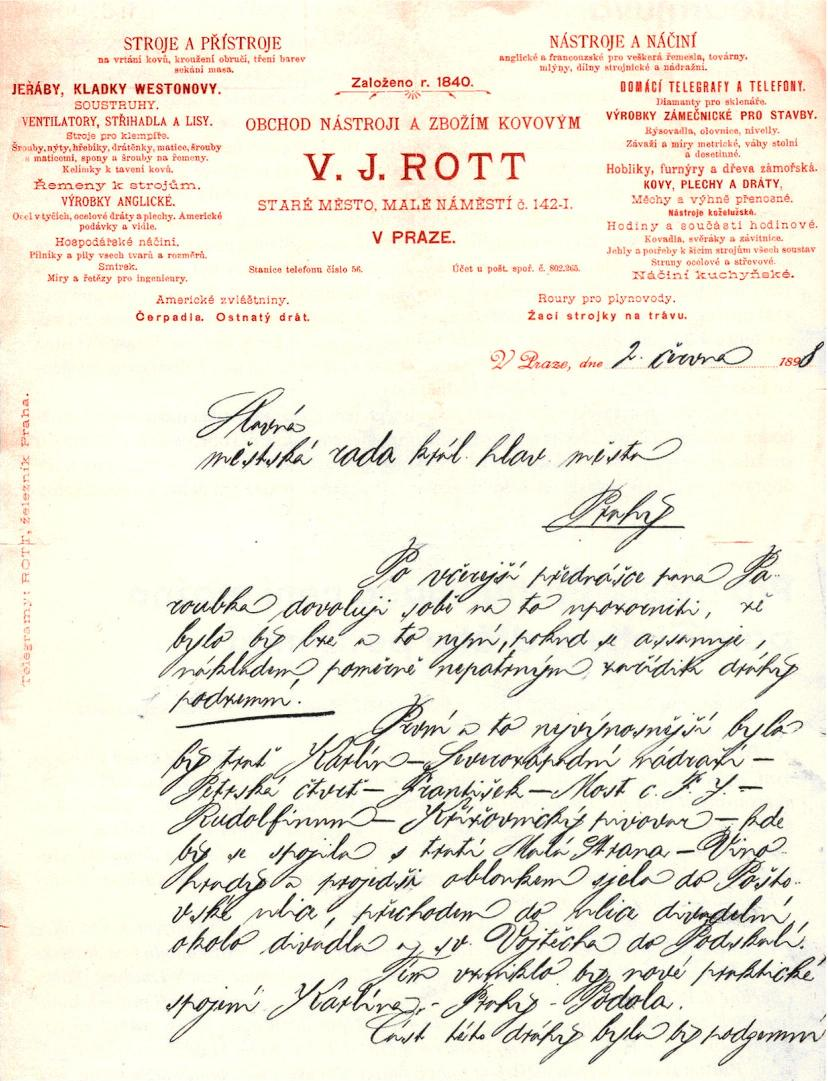
Návrh Ladislava Rotta Městské radě královského hlavního města Prahy z roku 1898

Patrně prvním návrhem na výstavbu podzemní dráhy v Praze byla iniciativa pražského obchodníka Ladislava Rotta z roku 1898. Navrhoval městské radě využít prací na kanalizaci a asanaci Starého města a zároveň zahájit stavby tunelů na první lince podzemní dráhy ve směru Karlín – Praha – Podolí, která by se u Křižovnického pivovaru spojila s druhou linkou Malá Strana – Vinohrady. U pražské radnice však se svými plány neuspěl.
Plány na výstavbu metra či podpovrchové tramvaje v Praze se objevovaly i v předválečném Československu. První návrh na výstavbu čtyř podzemních tratí předložili v roce 1926 inženýr Vladimír List a Bohumil Belada pod názvem „Podzemní rychlá dráha pro Prahu“. Další návrhy na výstavbu podzemních tratí pak byly vypracovány jako soutěžní do soutěže vypsané Elektrickými podniky hlavního města Prahy v roce 1931. Objevily se návrhy jak pro metro, tak i pro podpovrchovou tramvaj. Počet linek se pohyboval kolem tří až čtyř a do velké míry se shodoval se současnými trasami tratí metra (pouze byly značeny jinak a často se i větvily). Těsně před válkou byla stavba první trasy A již fakticky zahájena; budovalo se podle projektu, který počítal s třemi trasami, již velmi podobnými těm současným, pouze tunely měly být hloubené, a to i v místech, kde trať překonávala Vltavu. Nakonec ale roku 1941 musela být kvůli válečné situaci ukončena činnost projekčního úřadu, a to znamenalo i konec práce na podzemní dráze.[zdroj?] Různé varianty relativně rozvětveného systému metra v Praze v průběhu války zpracovávala v prvé řadě Plánovací komise pro hlavní město Prahu a okolí. Její návrhy pracovaly s různými variacemi starších návrhů a také se potýkaly s otázkou vztahu tramvaje, rychlodráhy, metra v hlubších tunelech atp.
Po válce se plánovalo obnovení projekčních prací a výstavby; první úsek měl být otevřen roku 1950. Nakonec ale přišel příkaz shora, který práce zmrazil s odůvodněním, že na projekt není země, vzpamatovávající se z ničivé války, hospodářsky dost silná.
Podle tohoto nařízení musela být doprava v metropoli zvládnutelná do roku 1960 pouze povrchovými dopravními prostředky. Přesto však se o metru čas od času mluvilo, roku 1952 dokonce v časopise Mladý technik vyšel ilustrovaný článek. Podzemní dráha zde již byla vykreslena jinak než před válkou – nákresy stanic ukazovaly na značný sovětský vliv. Poprvé se v článku mluvilo o architektonickém ztvárnění jednotlivých stanic, které mělo být evidentně v duchu socialistického realismu. Zmíněny zde byly podzemní dráhy například v Budapešti nebo Moskvě.
Mezi lety 1952 a 1960 byla tajně vybudována stanice metra Klárov, která však nebyla nikdy napojena na později postavenou síť metra.

### 1960–1978: Výstavba trasy C a první léta provozu

Stavba stanice Staroměstská linky A v Kaprově ulici

Další návrhy přišly až v 60. letech, kdy se začínala doprava v Praze rapidně horšit. Tramvajová síť nedokázala zvládnout nápor cestujících, úloha trolejbusů byla vzhledem k malému pokrytí spíše doplňková a autobusové pokrytí se teprve pozvolna rozšiřovalo. Hlavní tepny celé sítě, ulice Na Příkopě a Václavské náměstí, byly často přeplněné tramvajemi. Vláda nakonec vydala usnesení, ve kterém se rozhodla převést hlavní úseky tramvajové sítě v centru města pod zem.
Jako vítězný návrh zvolená podpovrchová tramvaj měla vést v první etapě z Hlavního nádraží přes Nuselský most na Pankrác. V roce 1966 slavnostně začaly první přeložky inženýrských sítí v oblastech stavby a pak započalo hloubení první stanice – Hlavního nádraží. Podpovrchová tramvaj měla mít tři tratě, které zhruba odpovídaly současnému rozložení linek metra (A Špejchar – Flora, B Moráň – Florenc, C Bolzanova – Nuselský most a spojka T z Karlova náměstí na náměstí I. P. Pavlova). V místech, kde by se tratě křížily, by byly možné přejezdy mezi linkami. Celý projekt byl rozdělen na etapy s perspektivou výstavby do roku 1980.

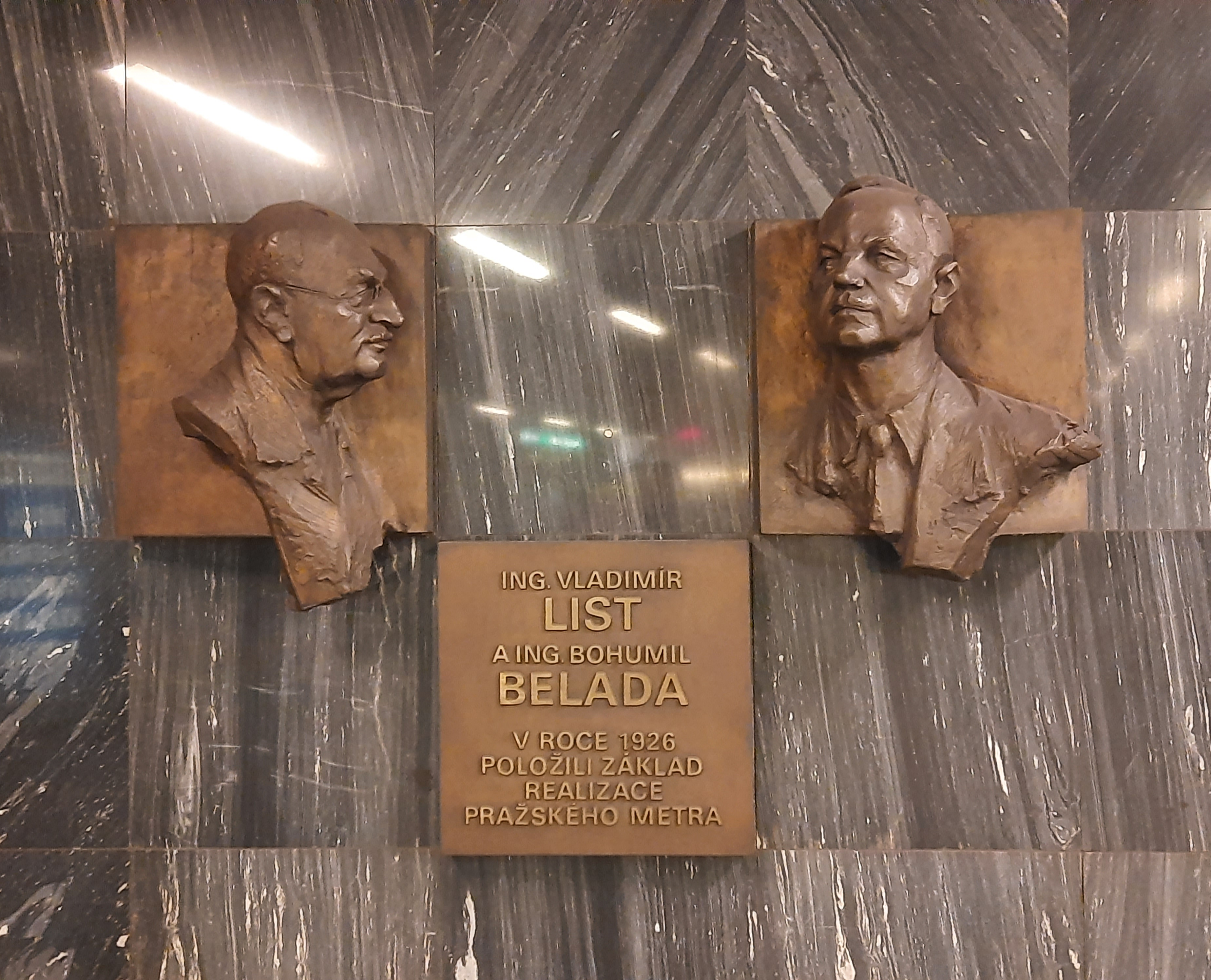
Busty Vladmíra Lista (vlevo) a Bohumila Belady ve vestibulu stanice Muzeum

Koncepce podpovrchové tramvaje však byla ostře kritizována. Již v padesátých letech se poukazovalo na nevýhody tohoto řešení, především na nutnost výstavby nájezdových ramp a závislost na povrchové dopravní situaci. Krátce před invazí vojsky Varšavské smlouvy roku 1968 bylo zjištěno sovětskou komisí v čele s I. T. Jefimovem (kterou si vyžádala vláda ČSSR od vlády sovětské), že systém metra odděleného od tramvaje by byl efektivnější. Vládní usnesení č. 288/167 dalo komisi za pravdu, takže se rozestavěné úseky musely přebudovávat. Bylo nutné pokračovat ve výstavbě i přesto, že okamžitě přestaly platit všechny původní koncepce i projekty a rychle se musely vypracovat nové. Dnes jsou reliktem po původní rozestavěné podpovrchové tramvaji například boční nástupiště ve stanici metra Hlavní nádraží. Boční nástupiště mají však i některé z novějších stanic.

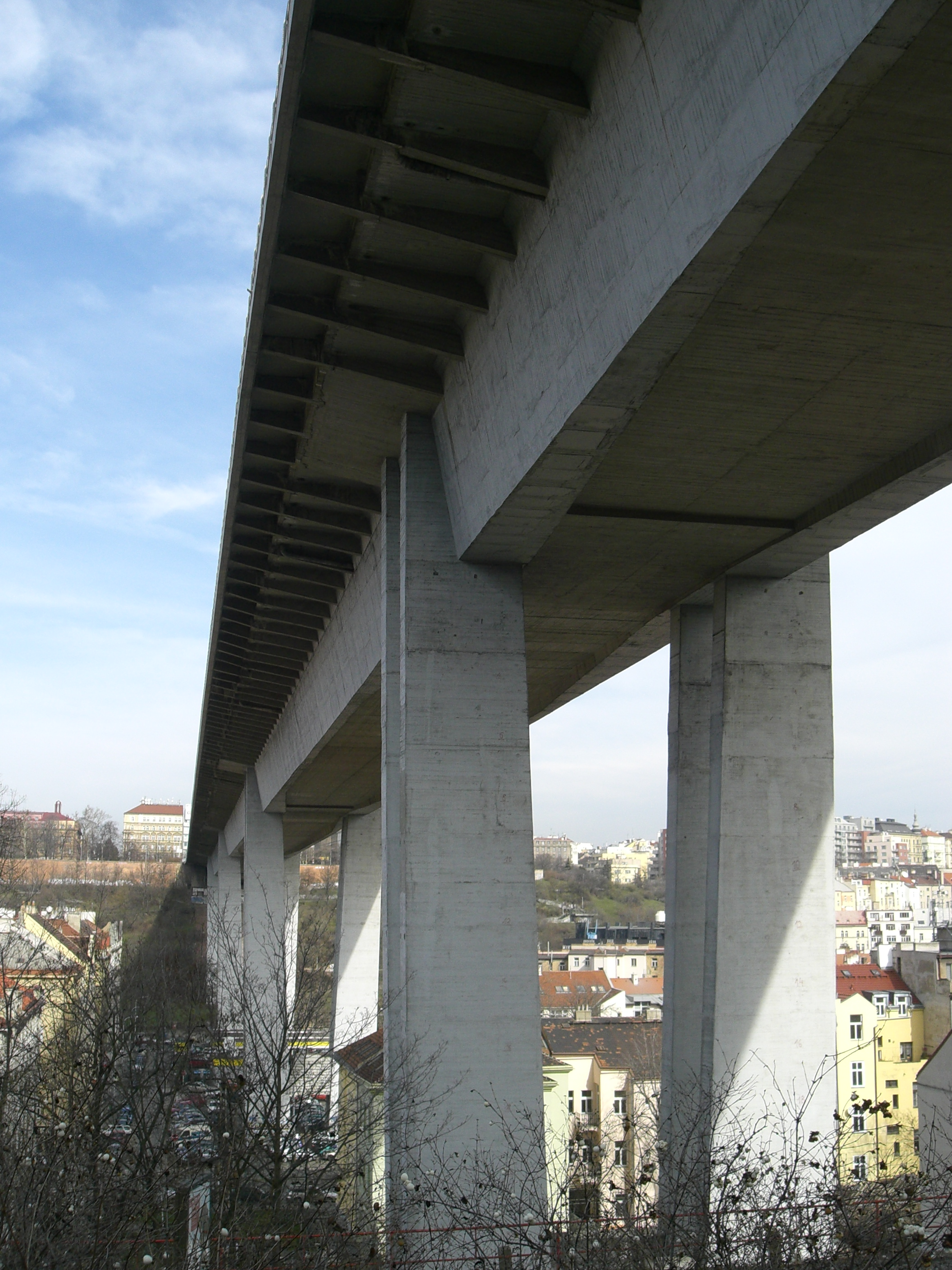
Nuselský most, jehož tubusem je veden traťový úsek metra I.C

Na povrchu museli Pražané přetrpět rozsáhlé zábory, a to například v horní části Václavského náměstí, či v oblastech Pankráce. Povrchová doprava tím byla silně ovlivněna, a například u sochy sv. Václava se několikrát změnilo rozmístění tramvajových kolejí. Velká část stavebních prací probíhala v místech dnešní severojižní magistrály, díky relativně nízkému dopravnímu ruchu nedocházelo k větším komplikacím.
Za normalizace přišlo politické rozhodnutí namísto vozů domácí výroby R1 použít zastaralé sovětské vozy série E, jaké se vyráběly již od roku 1961 a byly výrazně těžší. To si vynutilo vložení posilujícího roštu do kritického místa celé stavby I.C – Nuselského mostu, navrženého na zatížení tramvajemi typu T3 nebo projektovanými vozy R1, ale již nikoliv mnohem těžšími vozy sovětskými.
Velká část celé stavěné tratě byla hloubena, v oblasti Pankráce jsou tunely ražené (ražba probíhala v roce 1968 a poprvé v historii tehdejšího Československa se razily tunely takto dlouhé). Metro bylo navrženo jako jednotný architektonický celek; na obklad stanic byly použity různé další dekorativní kameny (hlavně liberecká žula, méně pak různé druhy mramoru, diabasu, či fylitu) mnoha barev podobným způsobem jako u podzemních drah v městech tehdejšího SSSR. Na designu interiérů trasy I. C se podílel významný český typograf Jiří Rathouský, jenž vytvořil písmo Metron pro informační nápisy. To se pak s úpravami používalo v metru ještě řadu let.
Ačkoliv v roce 1966 se počítalo se zahájením provozu roku 1970, zpoždění způsobená nedostatkem zkušeností termín neustále oddalovala, nejprve do roku 1972 a nakonec až do 1. července 1974. Toto datum se však budovatelům podařilo předběhnout, a metro tak mohlo být slavnostně dokončeno již na počátku května 1974, k příležitosti 29. výročí osvobození Prahy Rudou armádou.
O rok dříve se také začalo s ražbou linky A z Dejvic na Vinohrady. Stavba tohoto úseku byla mnohem náročnější. Vzhledem k množství historických budov a velkým výškovým rozdílům bylo nutné razit tunely hluboko pod zemí. Navíc linka prochází pod Vltavou, což si vyžádalo další opatření, jako například zpevnění říčního dna injektáží.
| Pražské metro v letech 1974 až 1978 |             |
| Pražské metro v letech 1978 až 1980 |             |
| Počet cestujících za rok 1974       | 38 904 000  |
| Počet cestujících za rok 1975       | 63 989 000  |
| Počet cestujících za rok 1976       | 95 547 000  |
| Počet cestujících za rok 1977       | 102 832 000 |
| Počet cestujících za rok 1978       | 144 082 000 |

Slavnostní otevření prvního úseku trasy C 9. května 1974 vládnoucí komunisté pojali jako manifestaci dobrých vztahů a vzájemné spolupráce se SSSR. Byl přítomen Generální tajemník Komunistické strany Československa KSČ Gustáv Husák, nikoliv však tehdejší prezident Ludvík Svoboda ani premiér Lubomír Štrougal. Devátý květen jako datum otevření měl připomínat osvobození Prahy Rudou armádou a konec druhé světové války. V souvislosti s otevřením metra prošel změnou tarifní systém a z provozu byly vyřazeny dvounápravové tramvaje.
Do provozu na lince C byly nasazeny třívozové soupravy nových vlaků typu Ečs, na lince při intervalu 180 s jezdilo takových souprav celkem dvanáct. Nevyužitá část stanic (protože nástupiště byla projektována na vlaky pětivozové) byla u kolejiště zajištěna lanem. V souvislosti s provozem metra také začal minimalizovaný provoz v Depu Kačerov, které muselo začít s vypravováním prvních vlaků. Ve stanici I. P. Pavlova pak zahájil provoz vlakový, energetický a technický dispečink. Jednalo se o improvizované pracoviště; o čtyři roky později začal fungovat dispečink v komplexu Centrálního dispečinku Dopravního podniku v Praze Na Bojišti.
V srpnu 1975 se přecházelo postupně na provoz čtyřvozových souprav, o dva roky později proběhly zkoušky cílového brzdění vozů řady Ečs.
Roku 1977 byla zahájena stavba prvního úseku linky B podle projektů, na kterých se pracovalo již od roku 1970. Trať byla náročnější než obě trasy předchozí, trasa B totiž vedla velmi hluboko, navíc někde i poblíž Vltavy, což způsobovalo problémy. Oproti předchozím úsekům zde bylo nutné vyrazit dvě přestupní stanice, a to v obtížných geologických podmínkách s rozsáhlou navazující soustavou chodeb, neboť byly dimenzovány na větší tok cestujících než dosavadní jediná stanice tohoto typu (a roku 1977 také ještě stále z části ve stavbě) pod Národním muzeem.
Technologie výstavby se zdokonalila, oproti původním sovětským postupům již byly během výstavby použity i zkušenosti z ražby předchozích úseků v Praze. To vedlo ke vzniku stanice metra pražského typu – s více prostupy, tenčími pilíři a blíže k sobě umístěnými loděmi. Na ostění tunelů se místo tybinků použily na mnoha místech železobetonové dílce.

### 1978–1985: Druhá linka anové úseky
| Pražské metro od 7. listopadu 1980 |             |
| Pražské metro od 19. prosince 1980 |             |
| Pražské metro od 3. listopadu 1984 |             |
| Počet cestujících za rok 1979      | 206 961 000 |
| Počet cestujících za rok 1980      | 216 926 000 |
| Počet cestujících za rok 1981      | 254 785 000 |
| Počet cestujících za rok 1982      | 259 650 000 |
| Počet cestujících za rok 1983      | 269 902 000 |
| Počet cestujících za rok 1984      | 272 888 000 |

12. srpna 1978 byl otevřen první úsek linky A, ve stanici Muzeum vznikl první přestupní bod metra. Druhou linku tvořil 4,7 km dlouhý úsek se sedmi stanicemi, všechny kromě konečné Leninovy (dnes Dejvické) byly vůbec jako první v síti pražského metra hluboko založené ražené. V západní konečné, v Leninově byla zřízena stanice provozního ošetření. Přestože v celé pražské městské dopravě platil nepřestupný tarif, na Muzeu se jako na jediném místě ve městě mohlo přestupovat bezplatně. Cestující využívali pro přestup mezi oběma stanicemi přestupní chodbu, přejezd vlaků byl možný pomocí jednokolejných spojek A–C a C–A. Na trať byly nasazeny soupravy řady 81-71 (čelní 81-717.1 a vložené vozy 81-714.1); Praha se tak stala jedním z prvních měst v zemích Východního bloku, kde byly tyto soupravy zařazeny do provozu. Jako datum zahájení provozu souprav 81-71 s cestujícími se často mylně uvádí 12. srpen. Soupravy však s cestujícími zkušebně začaly jezdit již 1. května na tehdy ještě jediné trase C.
31. prosince 1978 byla zprovozněna stavba I.C7, zábrzdná vzdálenost za tehdejší stanicí Sokolovská (dnes Florenc) severním směrem. Později tudy navázal úsek III. C a manipulační spojka na linku B, která se nachází tímto směrem.
Částečně byla zprovozněna budova centrálního dispečinku (CD), a sice její suterén CD 07 (vlakový, energetický a technický dispečink). Provizorní pracoviště nedaleko stanice I. P. Pavlova tak již bylo nepotřebné a bylo úspěšně nahrazeno. Definitivně zprovozněn byl celý centrální dispečink roku 1980.
26. února 1979 vyjely na linku C poprvé pětivozové soupravy a jezdí tak dodnes. Je to maximální délka vlaků, kterou je možné na lince i v síti pražského metra provozovat (rozšíření stanic vzhledem k technologii výstavby buď není možné, nebo by bylo velmi obtížné). Na prvních dvou soupravách typu Ečs (s vozy evidenčních čísel 1009 a 1014) byl zároveň tou dobou zahájen pravidelný provoz ACB-M (automatického cílového brzdění). Další významnou změnou v provozu vlaků bylo zavedení jednočlenné obsluhy u souprav 81-71 na lince A, na „céčku“ však stále zůstávala obsluha dvoučlenná.

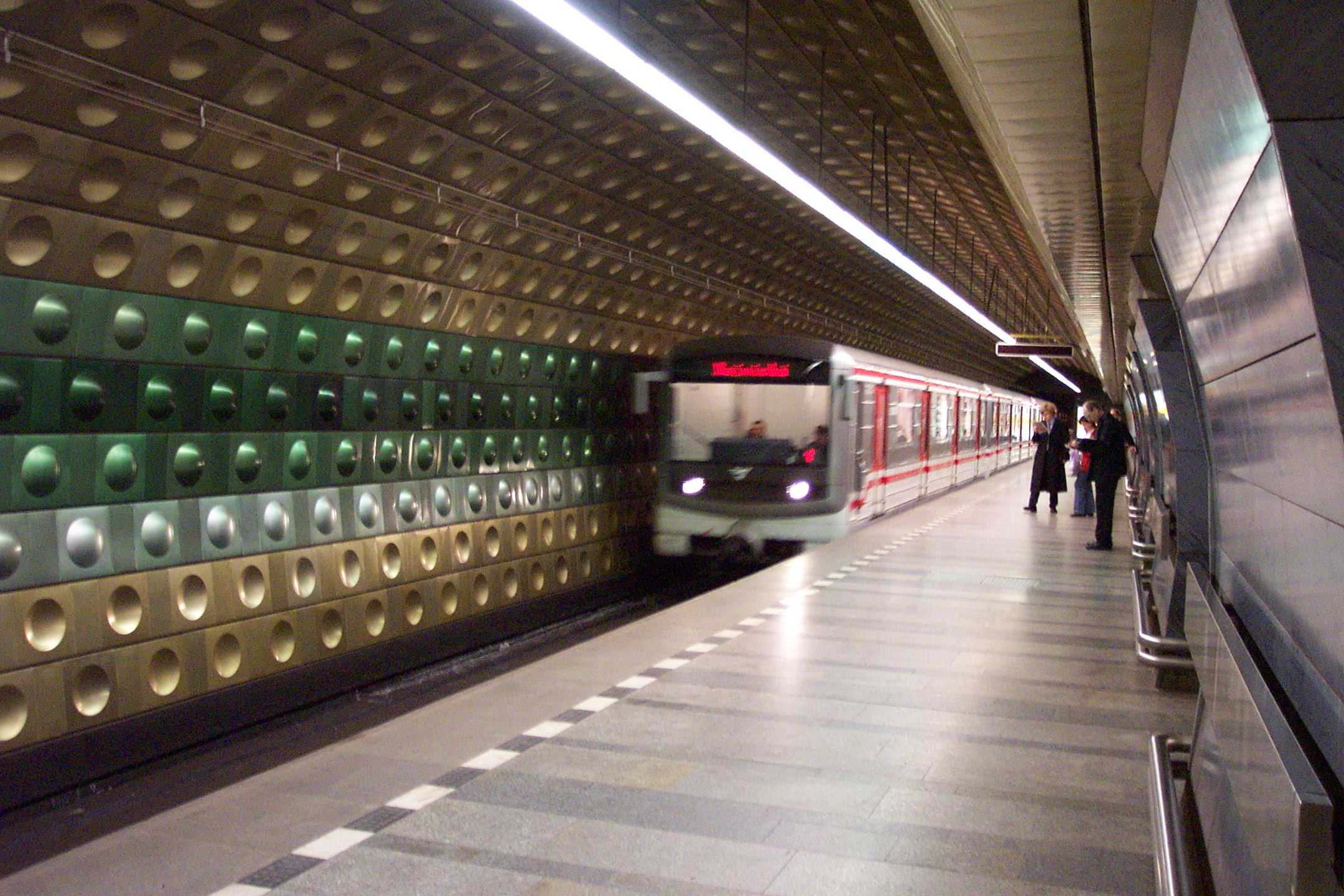
Stanice Malostranská, otevřená roku 1978 a rekonstruovaná v roce 1999

Na konci roku 1980 byly obě provozované trasy prodlouženy; 7. listopadu se cestující svezli na druhém provozním úseku trati C (II.C) směrem na Jižní město, od 19. prosince pak fungoval i úsek II. A do stanice Želivského a celé Vinohrady byly napojeny na podzemní dráhu.
Mezitím pokračovala ražba úseku metra I.B a budování jednotlivých stanic. To se samozřejmě dotklo těch fungujících – Můstku a Sokolovské (dnes zvané Florenc) – které se měly stát přestupními. Na povrchu vznikaly kvůli metru mnohem větší zábory než dříve, spojené s rekonstrukcí a rušením některých tramvajových tratí (Na Příkopě a Na Florenci). Uzavřena byla celá náměstí (náměstí Republiky a Jungmannovo náměstí – tam musela být přemístěna i spisovatelova socha), prostor před Smíchovským nádražím prošel také významnými změnami. Dům U Zlatého Anděla, podle kterého je lokalita nazvána, byl odstřelen a nahradil jej vestibul jednoho ze symbolů Československo-sovětského přátelství, stanice Moskevská (dnes Anděl). Mnohé tramvajové trati musely být přeloženy, mnohdy kvůli nedostatku místa i jednokolejně. Zatímco na konci 60. let byl velkým staveništěm prostor u Národního muzea a v letech sedmdesátých pak oblast ve střední části Václavského náměstí, nyní se budovalo metro v prostoru osy ulic Na Příkopě a Na Můstku.
Roku 1981 byla zahájena montáž ACB (verze automatizační nadstavby vlakového zabezpečovače podléhající režimům ATP) na ostatní vozy typu Ečs (celkem na osmnáct „čelních vozů“ u tehdejších souprav). Celá akce byla provedena poté, co byla ACB-M úspěšně zavedena a otestována na prvních vozech před několika lety. Instalace zařízení se protáhla až do roku 1982.
28. února 1982 se i linka A dočkala pětivozových souprav. Na lince C byla zrušena funkce pomocníka strojvedoucího a vlaky v celém pražském metru tak nyní jezdily s jednočlennou obsluhou.

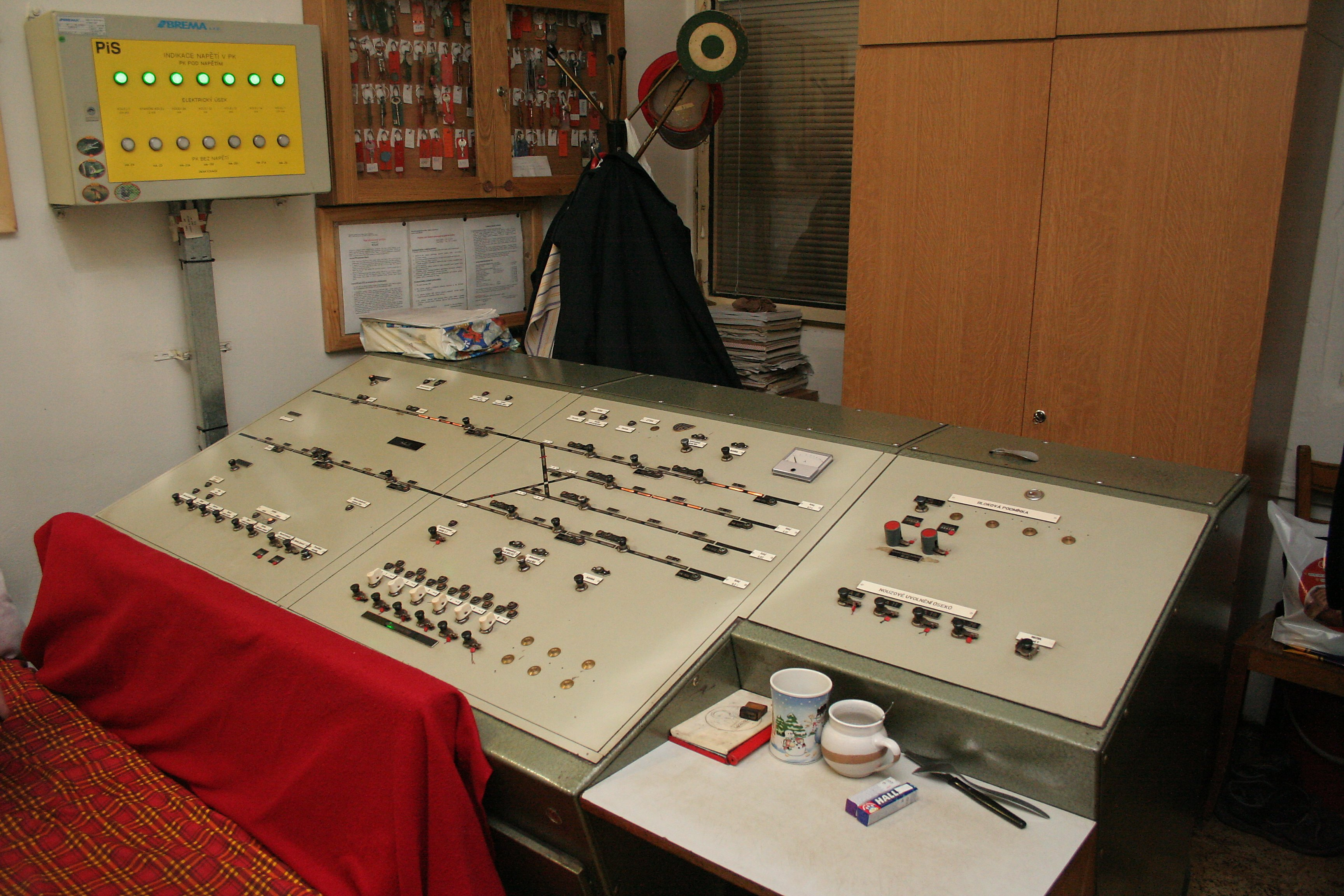
Řídící pult výhybek v konečné stanici Háje (do roku 1990 Kosmonautů), původem z počátku 80. let

Protože nároky na podzemní dráhu začaly být stále vyšší, a to hlavně v severo-jižním směru (vzhledem k rozvoji sídlišť, kudy vedla linka C), bylo nutné systém dimenzovat pro větší počet cestujících. Zahájila se tedy rekonstrukce zabezpečovacího zařízení, které poté mělo umožnit minimální interval kratší než 120 s. V tomto roce také na vlakovém dispečinku průběžně probíhají provozní zkoušky ARDOMu jako základu pro vývoj nové dispečerské techniky pro budovanou trať I.B.
Roku 1984 byla trasa C prodloužena pod Vltavou do Holešovic. Původně existovaly návrhy trasu vést po mostě (Negrelliho viaduktu), což odpovídalo tehdejší koncepci přestavby Pražského železničního uzlu, kdy měla být trať přes Holešovice přeložena přes Libeň. Nakonec ale byla zvolena varianta raženého tunelu pod řekou. Úsek se dvěma stanicemi, Vltavskou a Fučíkovou (dnes Nádraží Holešovice) byl zprovozněn 3. listopadu 1984.

### 1985–1993: Třetí linka a konec rychlého rozšiřování
| Pražské metro od 2. listopadu 1985 |             |
| Počet cestujících za rok 1985      | 335 151 000 |
| Počet cestujících za rok 1986      | 410 961 000 |
| Počet cestujících za rok 1987      | 431 418 000 |

Období počínající rokem 1985 se do dějin metra zapsalo několika významnými událostmi. Tou nedůležitější z nich bylo zprovoznění úseku třetí linky B s názvem I.B 2. listopadu po osmi letech intenzivního budování. V souvislosti s tím se také zprovoznila jednokolejná manipulační spojka B–C u stanice metra Sokolovská (dnes Florenc) a na druhém konci trati, na Smíchovském nádraží, byla zřízena stanice provozního ošetření. Na lince C byl ze stanice Florenc vybudován severní výstup do společného vestibulu s přímým výstupem z linky B. V souvislosti se zprovozněním stanice Moskevská (dnes Anděl) se se zpožděním čtyř dnů v Moskvě otevřela i Pražskaja (Pražská).
Rovněž historicky druhá trasa A se dočkala vlastního depa v Hostivaři. To funguje od roku 1985 a již několik let předtím se budovala k němu východním směrem ze stanice Želivského pod Strašnicemi dvoukolejná spojka (později na ní vznikly další tři stanice). Do roku 1985 byl vyražen pouze jediný tunel a jezdilo se obousměrně, druhý začal sloužit od 1. května 1989. Nové depo s kapacitou 200 vozů a dvaceti osmi kolejemi zajistilo nezávislost linky A na kačerovském depu. Manipulační spojky u stanice Muzeum se však stále používaly, protože Depo Hostivař vypravovalo část souprav i na linku C, a to až do otevření Depa Zličín pro trasu B v roce 1994.

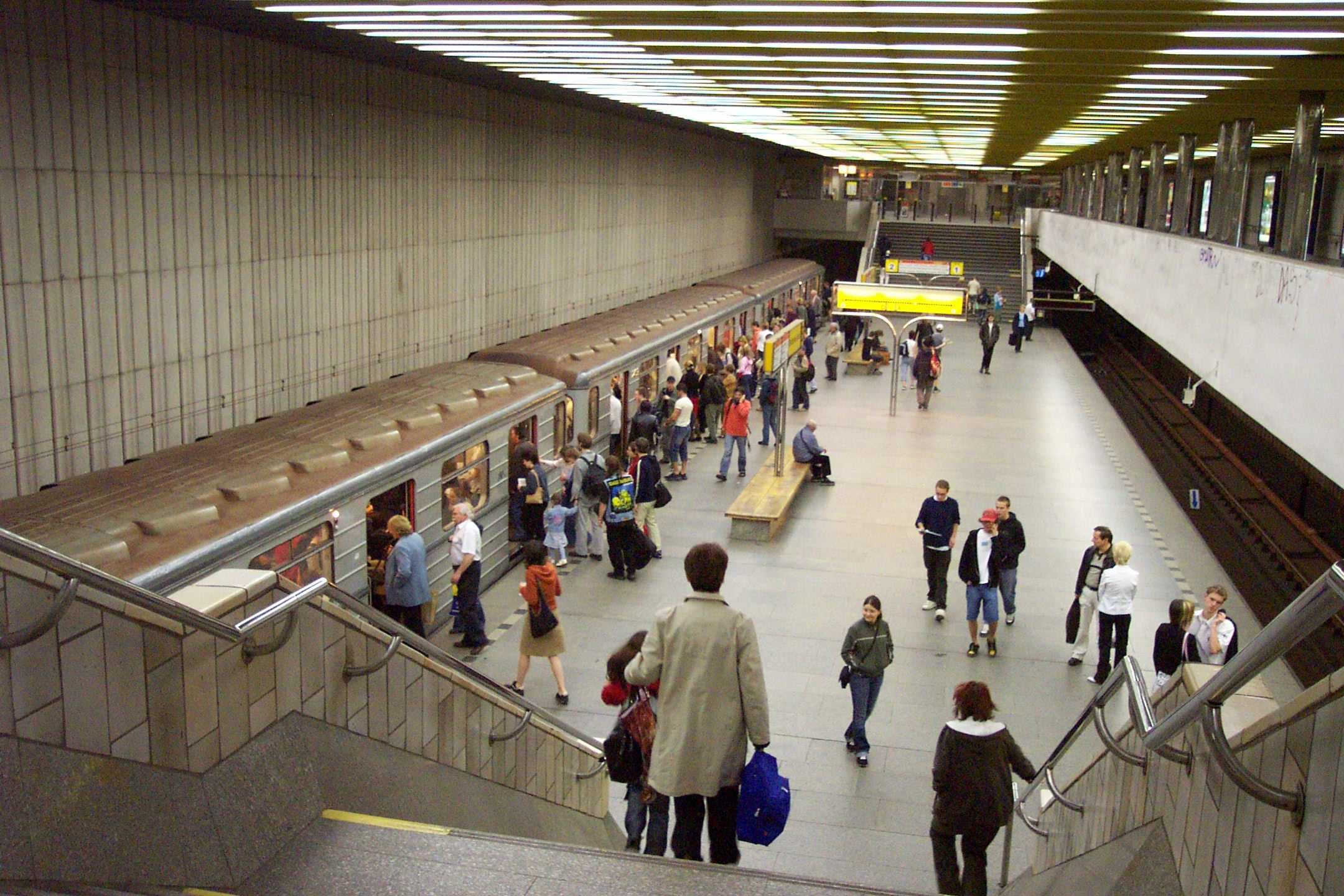
Souprava typu 81-71 ve stanici Smíchovské nádraží, zprovozněné v listopadu 1985

Zmizely také turnikety; tato významná změna v odbavování cestujících se uskutečnila asi měsíc před otevřením již zmíněného úseku metra I.B. Turnikety byly zrušeny především proto, že docházelo ke komplikacím při odbavování cestujících s předplatnými kupony.
Ve stanici Budějovická byly instalovány tříramenné eskalátory (Transporta) směřující směrem k ulici A. Staška, tedy z jižního výstupu. Došlo také k zavedení počítačového systému MIKRODOMS pro automatizaci dálkového ovládání dispečerského řízení s počítači ZPA ADT 4500.
Rok 1986 mnoho změn nepřinesl. Budovala se stanice Strašnická, rozsáhlé stavební práce také probíhaly na úsecích metra II.B a III.B. Ve stanicích Muzeum-C a Pankrác byla zahájena výstavba nových měníren. Na vlakovém dispečinku podzemní dráhy ukončilo činnost zařízení ARDOM.
| Pražské metro od 11. července 1987 po otevření stanice Strašnická Pražské metro od 26. října 1988 po otevření úseku III.B Pražské metro od 22. listopadu 1990 po otevření úseku II.B |             |
| Počet cestujících za rok 1988 | 446 088 000 |
| Počet cestujících za rok 1989 | 459 362 000 |
| Počet cestujících za rok 1990 | 472 002 000 |
| Počet cestujících za rok 1991 | 556 503 000 |
| Počet cestujících za rok 1992 | 629 162 000 |
| Počet cestujících za rok 1993 | 554 868 000 |

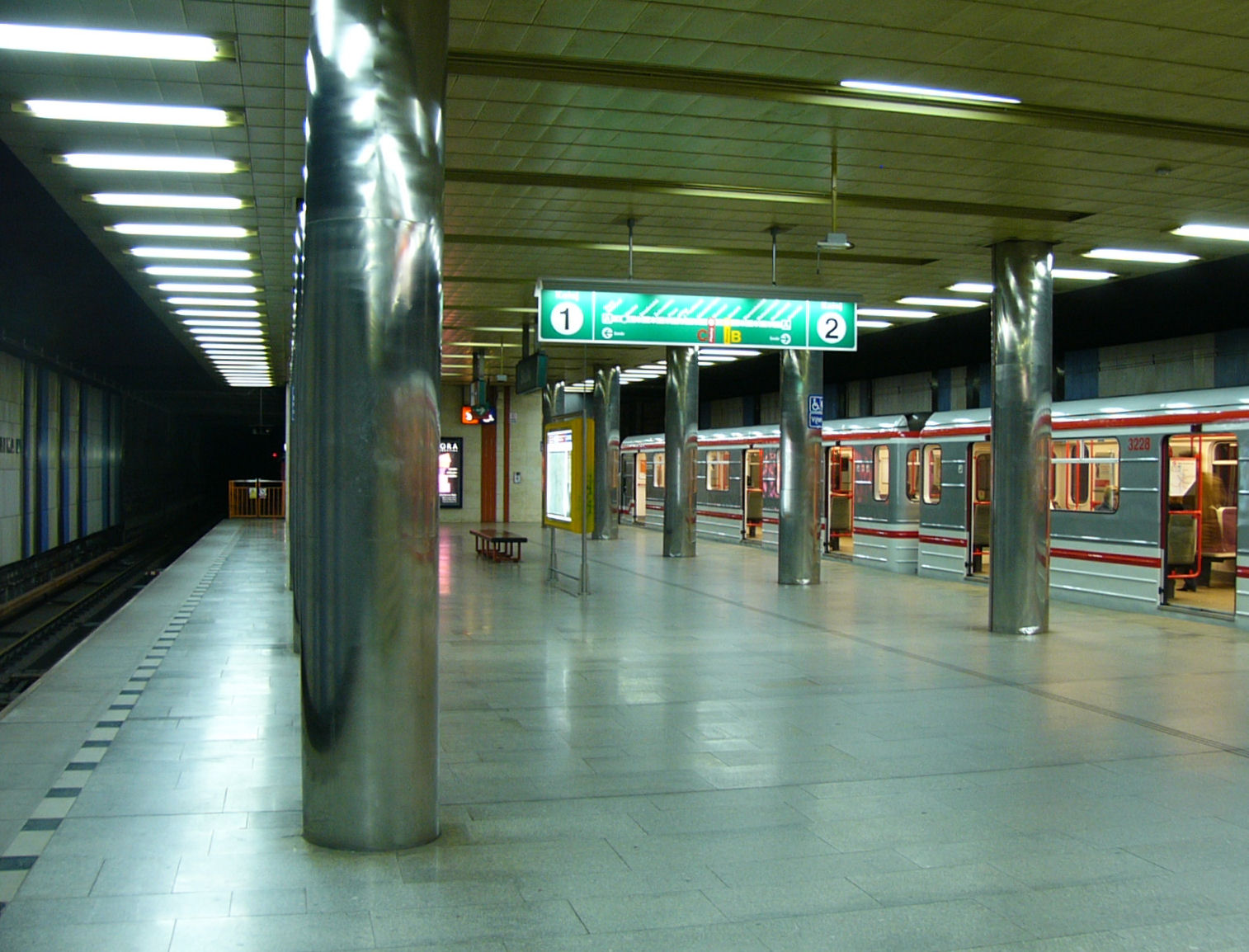
Stanice Skalka, zprovozněná v létě 1990

Hlavní událostí roku 1987 bylo zprovoznění hloubené stanice Strašnická, umístěné na spojce SH do Depa Hostivař. Ukončena byla výměna zabezpečovacího zařízení na úseku I.C, na úseku I.A byly naopak tyto práce zahájeny.
Po zahájení provozu trasy B se rychle rozběhla stavba navazujícího úseku III.B Dukelská (dnes Nové Butovice) – Smíchovské nádraží, připravovala se stavba II.B Sokolovská – A. Zápotockého (dnes Českomoravská). Úsek metra III. B do stanice Dukelská k právě budovanému Jihozápadnímu městu se veřejnosti otevřel 26. října 1988, dva dny před výročím vzniku Československa.
K méně významným, avšak rovněž nezbytným akcím v roce 1988 patřilo dokončení rekonstrukce zabezpečovacího zařízení na lince A spolu s výstavbou měníren ve stanicích Muzeum a Pankrác.
Nedlouho po těchto úspěších, které však šly na úkor kvality celého systému[zdroj?], vyšlo roku 1987 rozhodnutí městského výboru KSČ ohledně dalšího rozvoje sítě až do roku 2025 počítající s dvěma novými trasami (D a E) a asi 25 novými stanicemi; celková délka sítě měla dosáhnout 90 až 100 km. Takto rozsáhlá a rychlá výstavba by však patrně byla nad možnosti stagnující ekonomiky ČSSR. Již ke konci 80. let se začaly termíny otevření zpožďovat v řádech měsíců až let.
| Vývoj metra podle usnesení z roku 1987[zdroj?] | Vývoj metra podle usnesení z roku 1987[zdroj?] | Vývoj metra podle usnesení z roku 1987[zdroj?] |
| Úsek                                           | Ve směru                                       | Uvedení do provozu                             |
| ---------------------------------------------- | ---------------------------------------------- | ---------------------------------------------- |
| V.B                                            | Zličín – Dukelská + Depo Zličín                | 1993                                           |
| A                                              | Druhý vestibul stanice Hradčanská              | 1992                                           |
| IV.B                                           | Zápotockého – Hloubětín                        | 1995                                           |
| IV.C                                           | Bohnice – Fučíkova                             | 1997                                           |
| VI.B                                           | Hloubětín – Černý Most                         | 1998                                           |
| A                                              | Druhý vestibul stanice Staroměstská            | 1999                                           |
| V.C                                            | Ládví – Bohnice                                | 1999                                           |
| I.D                                            | Krč – Vinohrady                                | 2003                                           |
| II.D                                           | Krč – Libuš + Depo Písnice                     | 2004                                           |
| I.E                                            | Smíchov – Pankrác                              | 2008                                           |
| III.D                                          | Vinohrady – Žižkov                             | 2009                                           |

Po sametové revoluci bylo jasné, že stanovené tempo není možné udržet. Priority byly přehodnoceny.
21. února 1990 schválila rada hlavního města přejmenování stanic s ideologickými názvy, především v okrajových částech města, na jména odpovídající místním částem, v kterých se nacházejí.
1. Leninova se přejmenovala na Dejvická
2. Sokolovská se přejmenovala na Florenc
3. Moskevská se přejmenovala na Anděl
4. Švermova se přejmenovala na Jinonice
5. Dukelská se přejmenovala na Nové Butovice
6. Fučíkova se přejmenovala na Nádraží Holešovice
7. Gottwaldova se přejmenovala na Vyšehrad
8. Mládežnická se přejmenovala na Pankrác
9. Primátora Vacka se přejmenovala na Roztyly
10. Budovatelů  se přejmenovala na Chodov
11. Družby se přejmenovala na Opatov
12. Kosmonautů se přejmenovala na Háje

Toto přejmenování bylo načasované tak, aby skončilo do otevření úseku metra II. B vedoucího do Libně 22. listopadu. Změnily se názvy nejen existujících a rozestavěných stanic, ale i stanic projektovaných jako Slovenského národního povstání (dnes Hůrka) či Únorového vítězství (dnes Nové Butovice).
4. července 1990 byla na spojce SH uvedena do provozu stanice Skalka, dobudovaná za provozu na celém úseku jako hloubená. V rámci výstavby bylo nutné na spojce SH jezdit opět jednokolejně.
22. listopadu byl otevřen úsek linky II.B Florenc – Českomoravská. Rok po dostavbě tohoto úseku se začalo stavět směrem na Hloubětín; na druhém konci linky B se již po dokončení úseku metra III. B pokračovalo směrem na Zličín (otevřen 11. listopadu 1994). Tam se nachází třetí depo metra – to sice podle původního usnesení vlády mělo stát v Jinonicích, nakonec ale bylo přesunuto dále na západ Prahy.
V roce 1989 byl zahájen zkušební provoz zařízení ACB – M2 na soupravě vozů typu 81-71 s čelními vozy 2157 a 2159.
Roku 1991 byly uvedeny do provozu 2 eskalátory do uliční úrovně ve stanici Můstek-A ve vestibulu Václavské náměstí (další dva pak následovaly 28. dubna 1992). Zahájena byla postupná rekonstrukce a modernizace technologického vybavení (např. rekonstrukce nízkonapěťových rozvodů, EPS, výměna kamer průmyslové televize, zavádění nové výpočetní techniky, rekonstrukce stropních konstrukcí apod.) Bylo nutné odstranit zastaralou techniku z časů socialismu a nahradit ji modernější, která by vyhovovala západním standardům. Zároveň se začalo i s přípravami na výměnu eskalátorů sovětské výroby typu LT na úseku I.A a starších Transporta na I.C. K těmto výměnám došlo nakonec v polovině a závěru 90. let. Některé eskalátory na lince C však byly nahrazeny až v prvním desetiletí 21. století, kdy se začalo i s obdobnou výměnou na lince B.
Rok 1992 přinesl i další novinku v oblasti technického zázemí; byla zahájena rekonstrukce měření odběru elektrické energie pomocí nového zařízení firmy LANDIS a GYR (SW DATAGYR). Rekonstrukce skončila o rok později.

### 1994–2002: Pomalé zlepšování

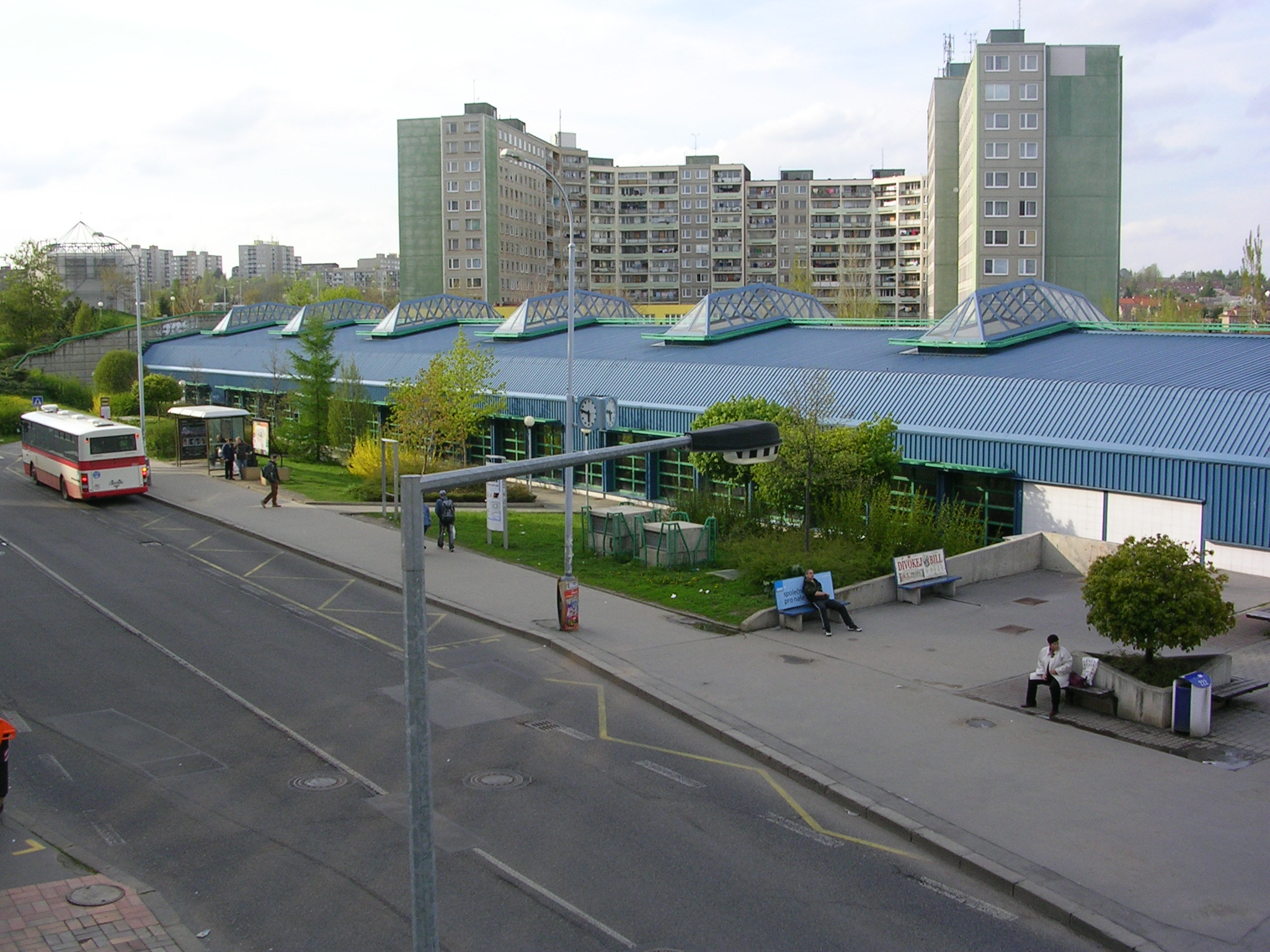
Stanice Luka, zprovozněná v listopadu 1994

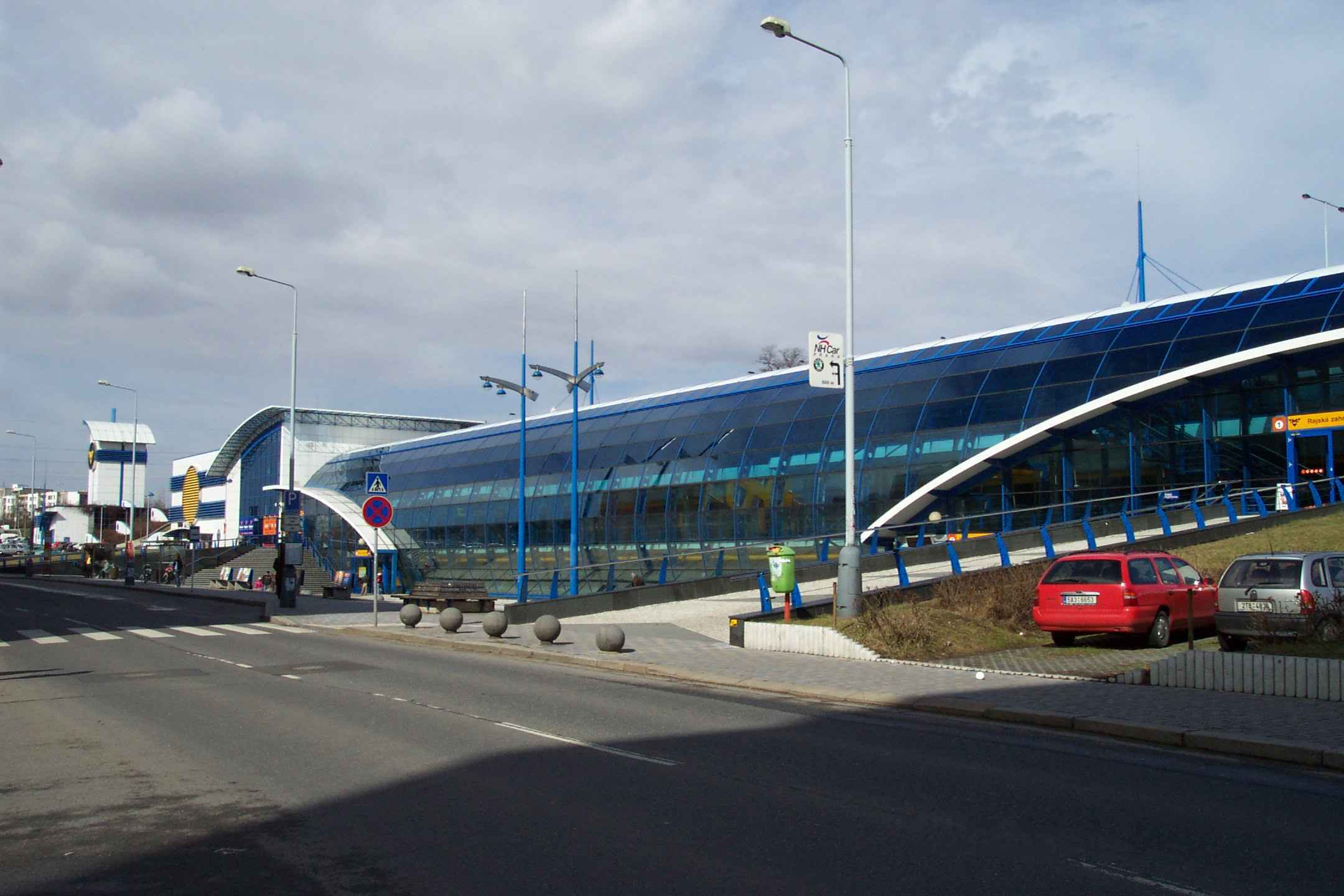
Stanice metra Rajská zahrada byla otevřena v listopadu 1998 jako součást úseku metra IV. B, poslední zatím zprovozněné části linky B. Díky své unikátní konstrukci a provedení se stala stavbou roku 1999

| Pražské metro od 11. listopadu 1994 |             |
| Počet cestujících za rok 1994       | 531 401 000 |
| Počet cestujících za rok 1995       | 413 442 000 |
| Počet cestujících za rok 1996       | 406 127 000 |
| Počet cestujících za rok 1997       | 407 010 000 |

Protože roku 1990 byl již úsek V.B na Zličín ve velmi pokročilé fázi výstavby, jeho zakonzervování, o kterém se uvažovalo vzhledem k problémům s financováním, by bylo náročnější než jeho dokončení. Proto se na jeho výstavbě nadále pokračovalo. Zpoždění celé stavby tak oproti plánu z roku 1987 dosáhlo pouze jednoho roku; 11. listopadu zahájil provoz úsek V. B a depo Zličín.
Postupovaly práce i na Opravárenské základně metra v Hostivaři. Ta byla stavebně dokončena již roku 1992 a 20. června 1994 úspěšně zkolaudována.
Na lince I.A probíhala rekonstrukce jednotlivých stanic a výměna hlubinných eskalátorů staršího sovětského typu za modernější, západní výroby. Obměnila se část obložení stanic, elektroinstalace a zcela bylo změněno osvětlení. Tyto práce začaly výměnou prvních a snad nejvíce zatížených schodů typu LT3 ve stanici Můstek A 7. září 1992, od 28. června 1993 pak cestující mohli využívat eskalátory od firmy Thyssen, sice pomalejší, ale tišší a splňující evropské normy rychlosti. Také bylo odstraněno staré obložení eskalátorového tunelu; místo zlatavých hliníkových lišt se použil smaltovaný plech podobný jako na lince B. Stejným způsobem byly eskalátory vyměněny i na přelomu let 1995 a 1996 (rekonstrukce začala 3. listopadu a skončila 12. července) ve stanici Hradčanská (typ LT3 za OTIS). Vzhledem k tomu, že měla stanice jen jediný výstup (druhý se měl dobudovat roku 1992, ale z toho nakonec sešlo), musela být celá Hradčanská uzavřena a vlaky tudy pouze projížděly. Na přelomu let 1997 a 1998 následovala ještě Staroměstská (znovuotevřena 2. března 1998), poté Náměstí Míru (od 1. července 1998 až do 23. dubna 1999) a nakonec Malostranská (1. července 1999 až 29. března 2000), kde se vyměňovaly celkem dvoje eskalátory a kde zatékalo do hlavního eskalátorového tunelu. Éra starých sovětských pohyblivých schodů typu LT3 se tak v dějinách pražského metra uzavřela.
V 90. letech také začala obměna vozového parku jednak rekonstrukcemi sovětských vozů, jednak nakupováním zcela nových souprav; komplikace a zdražení přinesl krach firmy ČKD Dopravní systémy, která původně měla být hlavním výrobcem, což mj. vedlo k zavedení pásmového provozu na lince B. Původně byl totiž kontrakt na dodávku 110 nových vozů podepsán již roku 1995. Hledala se náhradní řešení, v plzeňské Škodovce nechal Dopravní podnik v této době zrekonstruovat jednu soupravu 81-71 na typ 81-71M. Práce byly dokončeny roku 1996; v následujících letech se nakonec DP rozhodl takto rekonstruovat více souprav a snížit tím zároveň i náklady na celkovou obnovu vozového parku. Po Praze začala podobně postupovat i jiná města, jako například Kyjev nebo Tbilisi, a při rekonstrukcích svých souprav 81-71 rovněž spolupracovali s podnikem Škoda Transportation.
V roce 1995 sice nedošlo k otevření nových úseků metra, zato probíhaly důležité práce, nutné pro technické zázemí celého systému. Byla zahájena výstavba nového vlakového dispečinku a elektrodispečinku v objektu CD Na Bojišti (2. patro) a na zkušební trati depa Hostivař byla namontována stacionární část zabezpečovacího zařízení MATRA PA 135. Tento zabezpečovač pak byl instalován i na lince C a umožnil provoz soupravám typu M1. Montáž MATRY na linku C začala v roce 1996.

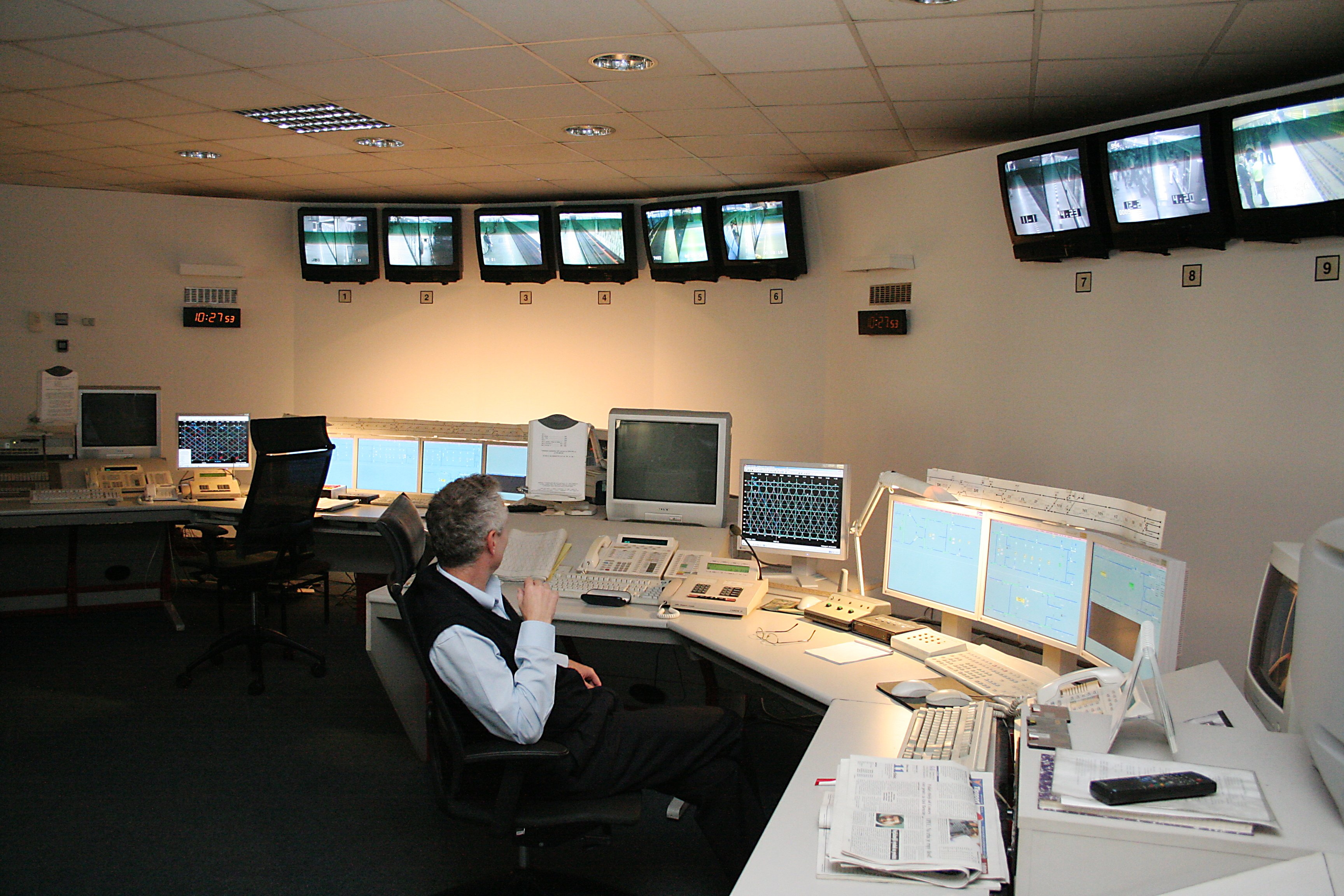
Vlakový dispečink v budově CD Na Bojišti

1. února 1996 vstoupil do zkušebního provozu nový vlakový dispečink v nadzemní části Centrálního dispečinku Na Bojišti, který nahradil původní dispečink z konce sedmdesátých let. Byl vybaven řídícím systémem od firmy UniControls a sloužil pro linky A a C. V dubnu téhož roku pak byla nasazena nová zbraň proti grafitti, které se rozmohlo počátkem 90. let: začal se používat nový přípravek české firmy LAVIS.
Kromě rekonstrukcí celých stanic na lince A proběhla oprava přemostění stanice Opatov, na lince C pak konečně začala montáž zabezpečovacího zařízení PA 135 (MATRA), nezbytného pro modernizaci vozového parku na této lince. Začaly se zavádět vodící linie pro nevidomé, první ve stanici Muzeum-C (o několik let později následovaly další, například roku 1998 Florenc). Zastaralý dispečerský počítačový systém MIKRODOMS na lince B, který zde fungoval již od začátku provozu, nahradil systém SAIA.
S rokem 1997 se začala MATRA montovat na soupravy 81-71, které na lince C jezdily. U vozů typu Ečs se s tím již nepočítalo, neboť byly postupně stahovány z provozu a jejich nasazení skončilo 30. června 1997. Většina z nich byla sešrotována a pouze čtyři vozy se zachovaly (tři jako muzejní souprava, jeden v muzeu ve Střešovicích). Zároveň byla po dlouhé době zahájena výroba první zcela nové soupravy pro pražské metro – M1.
27. března 1997 byla dokončena obnova vlakového dispečinku v nadzemní části CD zprovozněním nového řídicího systému od firmy UniControls (PEP Modulars, Hewlett Packard) i na trati B. Následovala modernizace spojení VKV na celé lince B, v depu Zličín a na CD (dokončena 31. října 1998).
| Pražské metro od 7. listopadu 1998                                         |             |
| Pražské metro od 8. června 2001, po dokončení stanic Kolbenova a Hloubětín |             |
| Počet cestujících za rok 1998                                              | 408 297 000 |
| Počet cestujících za rok 1999                                              | 428 076 000 |
| Počet cestujících za rok 2000                                              | 423 187 000 |
| Počet cestujících za rok 2001                                              | 442 448 000 |

14. ledna 1998 byl na lince C zahájen zkušební provoz s cestujícími na 6 vlakových soupravách typu 81-71 s novým systémem vlakového zabezpečovače a automatického vedení vlaku PA 135 (Matra). Rovněž rekonstruovaná souprava typu 81-71M byla uvedena do provozu s cestujícími; 8. července navíc dorazila první prototypová souprava M1 do depa Kačerov a obnova vozového parku tak mohla postupně začít. Ke konci roku se podařilo Matru namontovat na zbylých 16 souprav typu 81-71, tj. 32 čelních vozů. Též se začala řešit linka A, kde bylo 12. srpna 1998 (přesně dvacet let po otevření prvního úseku linky) vypsáno výběrové řízení na nového dodavatele zabezpečovacího zařízení.
Problematickým místem se ukázal opět Nuselský most. Komplikace ohledně stárnutí jeho konstrukce se začaly řešit na počátku roku, výsledkem bylo rozhodnutí jej rekonstruovat. S pracemi se začalo 21. listopadu 1998. To znamenalo výluky na lince C a nutné zavedení náhradní autobusové dopravy. 7. března 1999 byla ukončena výměna příčníků roznášecího roštu v mostu a provoz vlaků mohl být obnoven.
Pokračovala obnova Centrálního dispečinku; vznikl nový sdělovací a eskalátorový dispečink v 3. patře budovy, který byl zprovozněn 29. dubna 1998. Začala výstavba nového technického dispečinku, který byl uveden do provozu v dubnu 1999. Stejně jako na lince B, kde k tomu došlo již dříve, byl i pro linky C a A původní počítačový systém MIKRODOMS nahrazen modernějším SAIA.

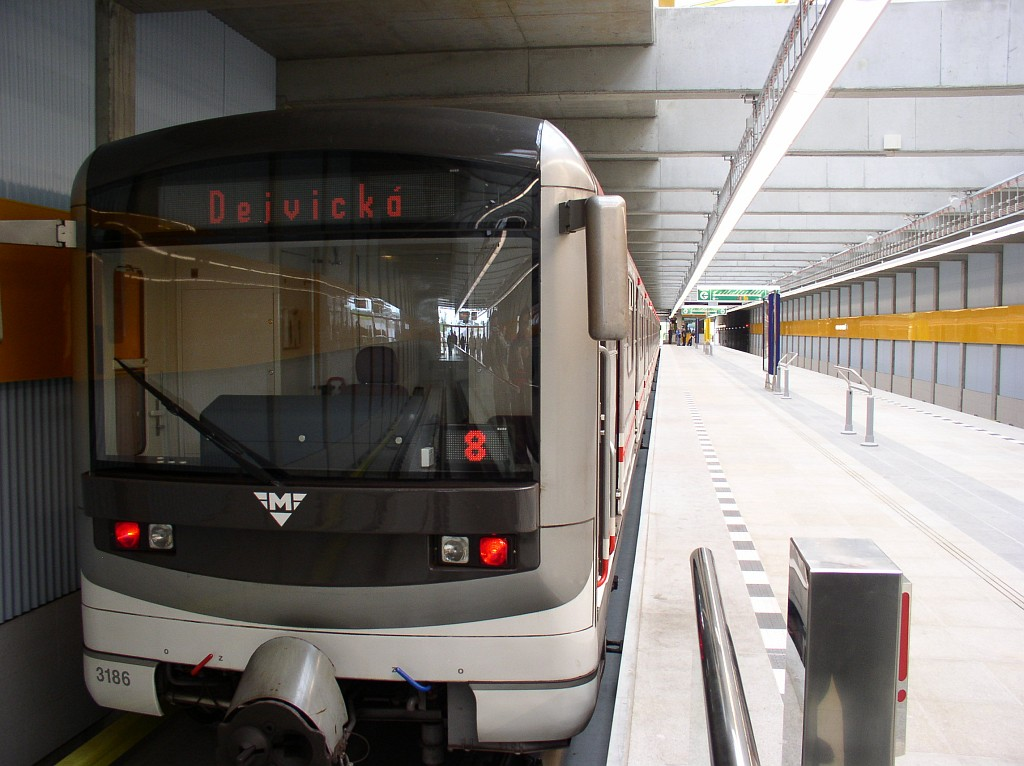
Souprava typu 81-71M ve stanici Depo Hostivař (zprovozněna roku 2006). Rekonstrukcí starých sovětských vlaků se dopravní podnik rozhodl snížit náklady na celkovou modernizaci vozového parku

Finanční problémy zapříčinily asi tříletý skluz na druhém úseku, který byl v polovině 90. let budován. Trať Českomoravská – Černý Most byla dokončena až v listopadu 1998 (podle původního plánu to mělo být o několik let dříve), a to ještě bez dvou stanic (Kolbenova a Hloubětín; ve stanici Vysočanská chyběl jeden z výstupů), které byly otevřeny později – 8. června 2001, resp. 17. října 1999. V roce 1998 byly pouze ve fázi hrubé stavby a vlaky tudy pouze projížděly. Krátce po otevření na povrchovém úseku Rajská zahrada – Černý Most byl betonový tubus, kterým vlaky projíždějí, neopláštěný a dokončený pouze tak, aby tudy mohly soupravy bez komplikací projíždět. Později se na něm otevřela pěší zóna s cyklostezkou. Opláštění z panelů různých barev bylo dokončeno 28. června 2000.
15. prosince 1999 byla zahájena instalace akustických majáčků ve stanicích Flora, Želivského, Jinonice, Nové Butovice, Opatov, Roztyly, Budějovická a Nádraží Holešovice. Tyto práce trvaly až do února 2000. Stejně jako v předcházejících letech se pokračovalo v zavádění vodících linií pro nevidomé; v roce 1999 ve stanicích Budějovická a Nádraží Holešovice.
Roku 2000 se podařilo po téměř deseti letech (od roku 1991) zahájit výstavbu dalšího nového úseku podzemní dráhy. Jednalo se o trať IV.C1 vedoucí do Severního Města, kam již metro dávno mělo jezdit. Z finančních důvodů bylo obtížné vybudovat celou trať v jednom kuse, navíc musel být projekt zredukován (vypuštění stanice Trojská a vedení trati přes Sídliště Bohnice). 3. srpna 2000 bylo vydáno stavební povolení na trať IV.C1 (stanice Ládví a Kobylisy). Staveniště se nacházela na obou březích řeky Vltavy, omezena musela být tramvajová doprava na trati přes Tróju (v jednom místě se přímo pod kolejemi tramvají totiž pracovalo jen v několikametrové hloubce na traťových tunelech). Budování ražené stanice v Kobylisích a hloubené v Ládví na dlouhou dobu omezilo povrchovou dopravu.
27. ledna 2000 začaly jízdní zkoušky soupravy M1 s cestujícími na lince C. Normální provoz této soupravy byl zahájen 6. května téhož roku. Homologaci (schvalovací řízení o způsobilosti provozu vozidel) tyto vlaky získaly až 14. května 2001.

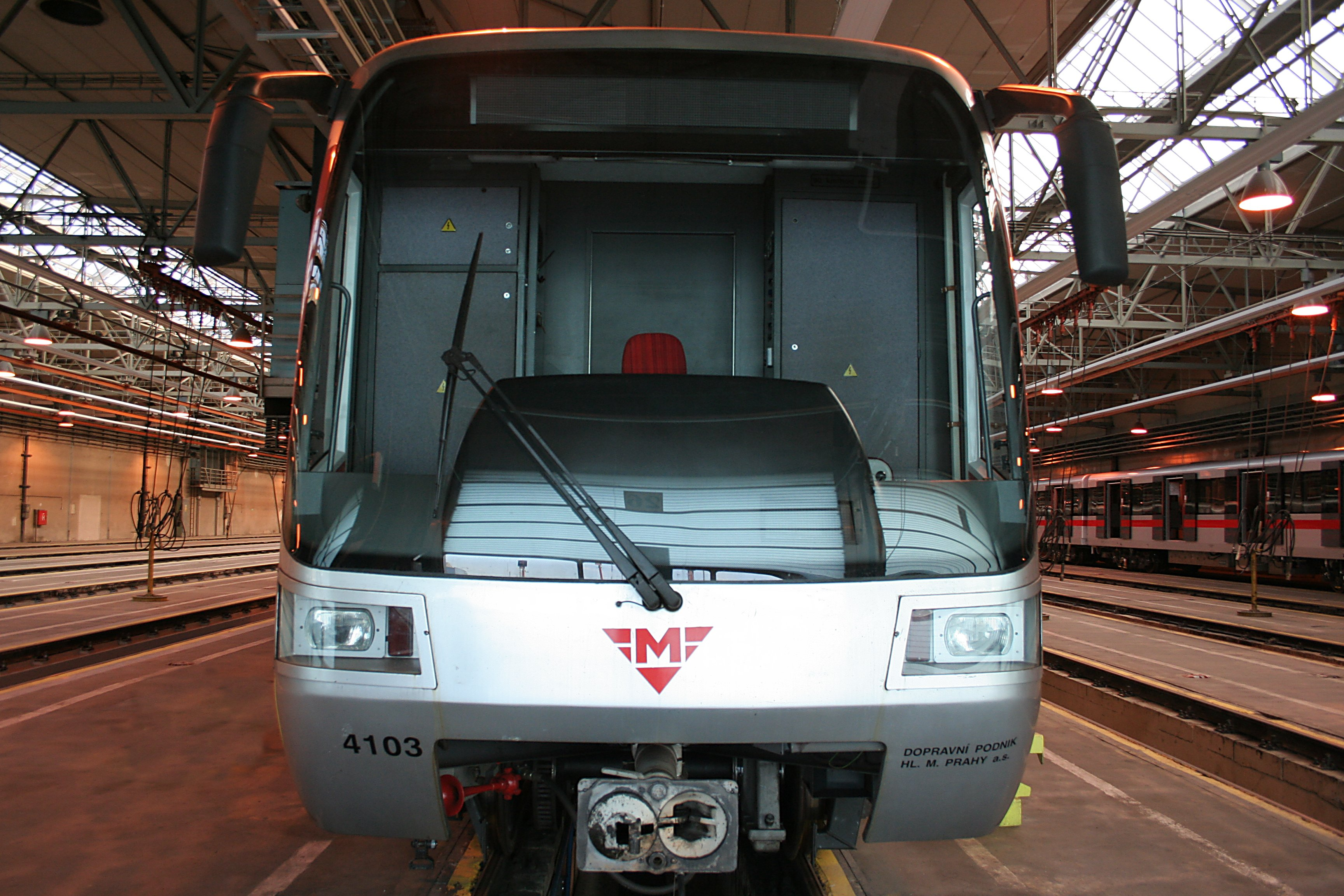
Souprava metra M1 v depu Kačerov; tyto vlaky jsou v provozu od roku 2000

Zároveň se začalo na lince C s modernizací spojení VKV, a to včetně Depa Kačerov a centrálního dispečinku (ukončena 31. prosince 2000). 12. listopadu 2001 se začalo s instalací lišt pro nevidomé na lince A, v hostivařském depu a centrálním dispečinku (dokončeno 31. července 2002).
9. března 2000 bylo ukončeno výběrové řízení na modernizaci zabezpečovacího zařízení trati A – vítězem se stala společnost AŽD Praha s. r. o. 1. prosince 2001 se začalo s úpravou zabezpečovače pro tuto linku. Starý systém ARS sovětské výroby nahradil modernější LZA.
Ke konci roku 2000, 19. prosince, byla zapojena část radiového systému metra 900 MHz ve 35 stanicích. Díky tomu se tak cestující mohli dovolat z nejvytíženějších stanic podzemní dráhy mobilními telefony. 14. července 2001 ještě následovalo dalších 16 stanic.
Od 1. ledna 2002 začal fungovat reorganizovaný technologický dispečink, nahrazující původní dispečinky technický a eskalátorový.
31. května pak byla mezi pražským dopravním podnikem a společností Siemens Kolejová vozidla (původní závod ČKD Dopravní systémy na Zličíně) podepsána smlouva na dodávku dalších souprav M1. Ty byly potřebné nejen kvůli obnově vozového parku, který postupně stárl, ale hlavně kvůli úseku IV.C1, pro který by se již souprav nedostávalo. Smlouva byla podepsána těsně před dokončením první dodávky, ze které byla poslední, 22. souprava, převzata 12. června 2002. Zároveň probíhaly dodávky modernizovaných vlaků z plzeňské Škodovky. Již čtrnáctá renovovaná souprava 81-71M z celkově předpokládaného počtu 24 byla převzata 29. června 2002.
1. července 2002 pak bylo na trati C vypnuto zabezpečovací zařízení ARS, v provozu tedy zůstává pouze modernější zabezpečovač MATRA PA 135. Na lince v tuto dobu jezdily soupravy typů M1, 81-71M a zbývající 81-71, které byly vybavené zařízením MATRA PA 135.

### 2002–současnost: Povodně, rekonstrukce a další rozvoj
| Rozsah zatopení metra povodní v srpnu 2002 Pražské metro od 26. června 2004, po dokončení úseku IV.C1 na Severní město Pražské metro od 26. května 2006, po otevření stanice Depo Hostivař |             |
| Počet cestujících za rok 2002 | 416 516 000 |
| Počet cestujících za rok 2003 | 458 642 000 |
| Počet cestujících za rok 2004 | 496 013 000 |
| Počet cestujících za rok 2005 | 515 098 000 |
| Počet cestujících za rok 2006 | 531 239 000 |

Povodně v srpnu 2002 zatopily překvapivě i velkou část tunelů metra, nejvíce postižena byla linka B; provoz se zcela obnovil až v březnu 2003. Systém ochrany metra včetně tlakových uzávěrů selhal a tam, kde byla protipovodňová vrata uzavřena, se dostala voda z jiných míst, například úsekem II. B, kde se na konci 80. let ochrana metra jako stálého tlakově odolného úkrytu vůbec nedobudovala, či z rozestavěného úseku IV.C1, kde byla cesta vodě v podstatě otevřena.
Necelé půl hodiny po ukončení provozu metra v úterý 13. srpna 2002 do ohrožených míst začala téci voda. Stalo se to tak rychle, že nebylo již možné poslední dvě soupravy z linky B přesunout do depa[zdroj?] (či jiného úseku neohroženého povodní, neboť do stanice Invalidovna začala krátce po příjezdu vlaků na Florenc vnikat voda a bylo tedy nařízeno uzavřít tlakové uzávěry). Obě soupravy tedy zůstaly ve stanici Florenc, kde byly zaplaveny.
15. a 16. srpna byl obnoven provoz v nezaplavených úsecích: na trase IV. B pouze kyvadlově mezi posledními dvěma stanicemi Rajská zahrada a Černý Most; trasa V.B (rovněž kyvadlově); II.A spolu se SH + stanice Náměstí Míru (na interval; dle grafikonu až od 26. 8.) a jižní část I.C spolu s II.C; vlaky se obracely pomocí kolejového přejezdu za stanicí Pražského povstání. Dále do stanice I. P. Pavlova pokračovaly soupravy kyvadlově po jedné koleji.
Ze zaplavených stanic byla odčerpávána voda s pomocí hasičů ze zahraničí (zejména Německa). Práce byly velmi náročné; vzhledem k existenci různých složitých podzemních prostor, které byly na metro napojeny a také zaplaveny, muselo být vyčerpáno vody více, než kolik se původně očekávalo.
Náklady na rekonstrukci a obnovení provozu se zpočátku odhadovaly kolem 6 miliard Kč, po ukončení prací byly vykázány ve výši 6,9 miliard Kč. Z toho nesla Česká republika 2,8 miliard, 2,4 miliard bylo financováno úvěrem Evropské investiční banky, jednu miliardu uhradily pojišťovny a 0,7 miliard přišlo přes rozpočet Dopravního podniku.
Vyšetřování příčin zaplavení neukázalo na konkrétního viníka. Zjistilo se, že kabelové průchodky, které měly zajistit těsnost v místech průchodů kabelů tlakově odolnou stěnou, nebyly vhodným způsobem zajištěny. Ani jinde nebyla stavba provedena podle plánu; například na úseku II. B byla postavena tenká cihlová zeď namísto odolné betonové.
Prahu sužoval dopravní kolaps; nefungovala podstatná část sítě metra a byly uzavřené důležité části města. Bylo nutné usilovně pracovat na zprovoznění systému; po vyčerpání vody bylo třeba vyměnit prakticky všechna zařízení. Práce, které při rekonstrukcích stanic na lince A trvaly několik měsíců, se tak musely stíhat v řádech týdnů.
Od 24. srpna byl obnoven provoz na lince C dle grafikonu, v úseku Pražského povstání a Muzeum pak jednokolejně (kyvadlově) v obou kolejích. 26. srpna byl obnoven provoz metra na úseku metra III. B. Zde byla situace jednodušší vzhledem k tomu, že do stanice Smíchovské nádraží se dostalo minimum vody pouze do kolejiště.
9. září byly všechny zaplavené stanice a traťové úseky po úplném odčerpání vody převedeny do režimu stavby; do dopravního režimu se uváděly při zprovozňování obnovených úseků. Ve stanici Florenc-C probíhala rozsáhlá kompletní výměna štěrkového lože obou kolejí.
12. října byl na lince C obnoven provoz v úseku Háje – Hlavní nádraží, týden nato až na Florenc. Od 26. října byl obnoven provoz i na úseku linky A od stanice Skalka až po Muzeum.
V listopadu 2002 byla uvedena do provozu celá linka C s výjimkou stanice Vltavská, kterou vlaky pouze projížděly. 16. prosince 2002 byl na lince B prodloužen provoz ve zprovozněných úsecích Zličín – Karlovo náměstí (Smíchovské nádraží – Karlovo náměstí, a to jednokolejně v obou kolejích. Cestující museli přestupovat ve stanici Smíchovské nádraží). Obdobně byla zprovozněna i druhá strana linky: úsek Palmovka – Černý Most fungoval jednokolejně v obou kolejích, v přestupní stanici Kolbenova bylo zřízeno provizorní zabezpečovací zařízení.
21. prosince byla zprovozněna celá linka A, přičemž stanice Malostranská a Staroměstská zůstaly ještě v rekonstrukci a soupravy jimi projížděly. Zároveň byla zprovozněna poslední stanice linky C, Vltavská.
22. prosince byl na lince C provizorně zprovozněn vlakový zabezpečovač v úseku Nádraží Holešovice – Hlavní nádraží.
17. února 2003 následovalo obnovení provozu metra v na celé lince B, stanice Národní třída, Náměstí Republiky, Křižíkova a Invalidovna se ale jen projížděly, v úseku Florenc – Palmovka byly jízdy vlaků řízeny telefonickým dorozumíváním.
1. března byly na lince B zprovozněny stanice Národní třída a Náměstí Republiky. O patnáct dní později byl na úseku Florenc – Palmovka obnoven provoz zabezpečovacího zařízení. Obě nejvíce poškozené stanice (Křižíkova a Invalidovna) byly otevřeny 22. března. Tím byla zprovozněna celá síť metra s výjimkou některých méně využívaných výstupů ze stanic, které byly dokončeny později, stejně jako podhledy a osvětlení, které bylo v této době pouze provizorní.

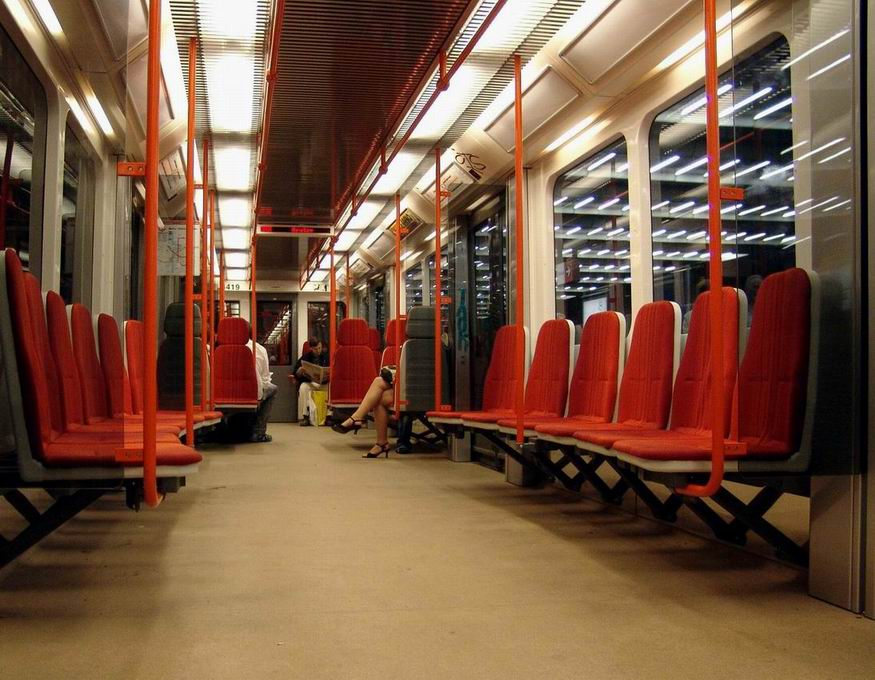
Podélné uspořádání sedadel ve vložených vozech M1

11. června 2003 byl zahájen zkušební provoz první soupravy z druhé dodávky vozidel M1. Liší se od předchozích jen málo, některé vložené vozy mají ale ve střední části podélné uspořádání sedadel, neboť nové příčné kritizovala cestující veřejnost a například designér a autor konkurenčního návrhu Petr Tučný.
Ve druhém pololetí 2003 na lince C proběhla řada výluk, neboť se konaly přípravné práce na napojení nového úseku IV.C1 (který byl v dolní části včetně tunelů pod Vltavou rovněž zatopen) a také bylo potřeba obnovit vlakový zabezpečovač PA 135 MATRA. 25. srpna zahájilo ověřovací provoz první elektronické stavědlo (SEZZ) ve stanici Nádraží Holešovice, v činnosti však zůstalo zatím souběžně s původním SRZZ (reléové zabezpečovací zařízení – ve funkci verifikace).
V listopadu 2003 došlo k významnému pokroku v rámci obnovy vozového parku. Díky dodávkám vozů typu M1 a 81-71M bylo možné ukončit provoz starých sovětských souprav 81-71; 6. listopadu se tak na lince C konala poslední jízda soupravy tohoto typu.

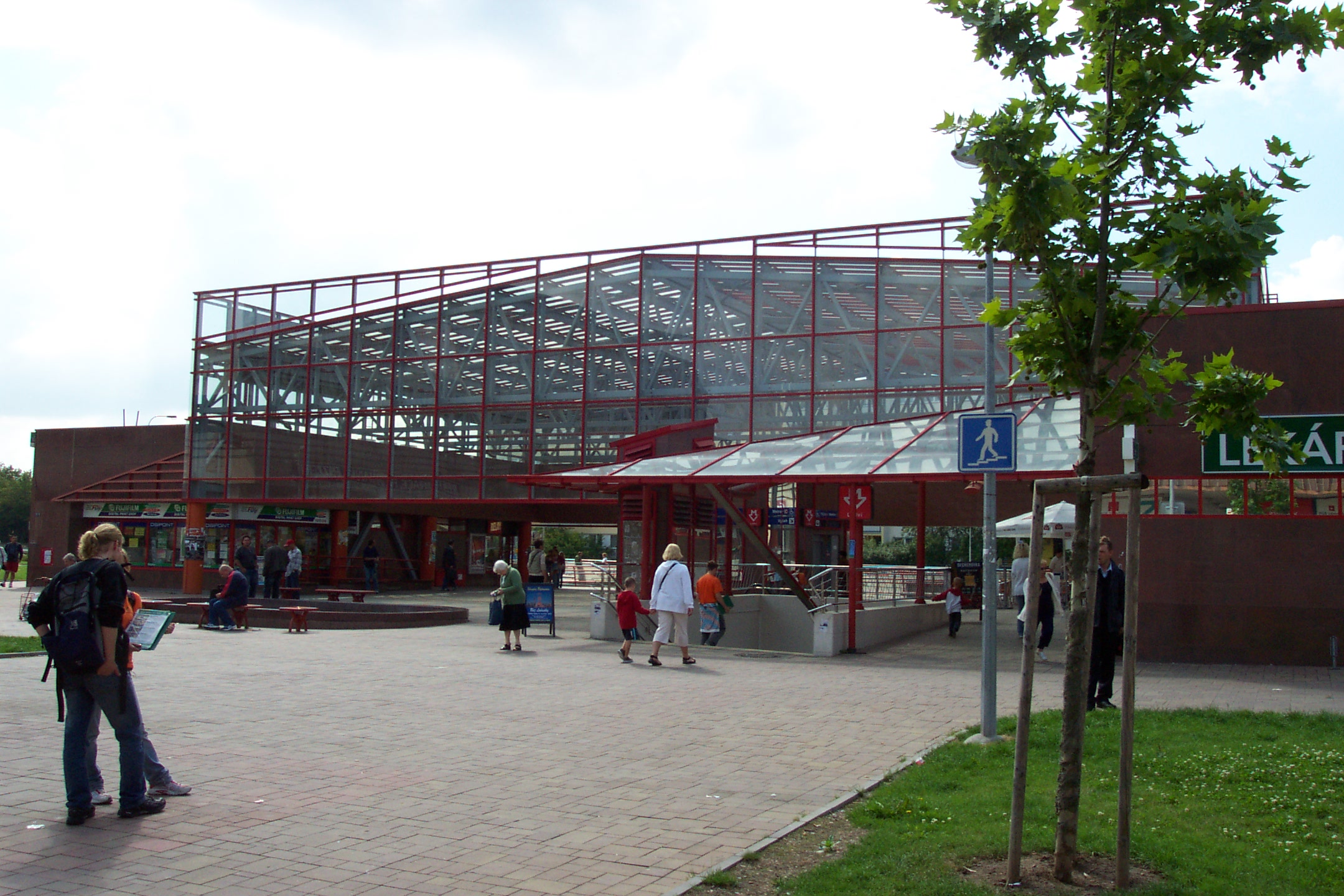
Stanice Ládví, otevřená v červnu 2004

16. prosince 2003 byl zahájen ověřovací provoz zabezpečovacího zařízení LZA bez cestujících v úseku Skalka – Želivského (spojka SH).
2. února 2004 byl zahájen ověřovací provoz zabezpečovacího zařízení SOP2-P s cestujícími na lince A. Mnohem významnější bylo rozšíření sítě do Severního Města; 19. dubna vyjela první souprava bez cestujících na trať a 26. června, den po slavnostním otevření, mohli cestující na lince C podjet Vltavu podruhé (zprovozněny byly dvě nové stanice – Kobylisy a Ládví; původně plánovaná stanice v Troji byla zrušena). Celý úsek, na němž hlavně pod Vltavou byly použity nové stavební technologie (například vysouvání tunelu pod řeku), je jen polovinou etapy IV.C do Letňan, která byla dokončena roku 2008.
15. července 2004 byl zahájen ověřovací provoz (s cestujícími) celého systému LZA (SOP2-P + ACB M3) na lince A (technicko-bezpečnostní zkouška a schválení pro normální provoz pak od 22. prosince). Zároveň touto dobou probíhala výměna stavědel na lince C; již v březnu byl zahájen rovněž ověřovací provoz samostatného elektronického stavědla (SEZZ) ve stanici Ládví, 17. května následovalo Nádraží Holešovice.
V dubnu 2005 byly z trasy C staženy soupravy 81-71M a po výměně zabezpečovacího zařízení byly přesunuty na trasu B
24. června 2005 byl ukončen provoz souprav 81-71 na trase A a tím byl zároveň ukončen provoz zabezpečovacího zařízení ARS na této trase.

Pražské metro od 8. května 2008, po otevření stanic Střížkov, Prosek a Letňany

Další otevřenou stanicí bylo Depo Hostivař na trase A v květnu 2006. Již od 1. července do 31. srpna 2004 probíhala úplná výluka provozu depa Hostivař kvůli akci „Úprava kolejového zhlaví depa Hostivař“ (tedy jeho příprava na výstavbu stanice v depu). Byly přestavěny dvě západní koleje v depu a před halou dobudován autobusový terminál, kam byly přemístěny konečné mnoha městských a příměstských autobusových linek z dřívější konečné stanice Skalka.

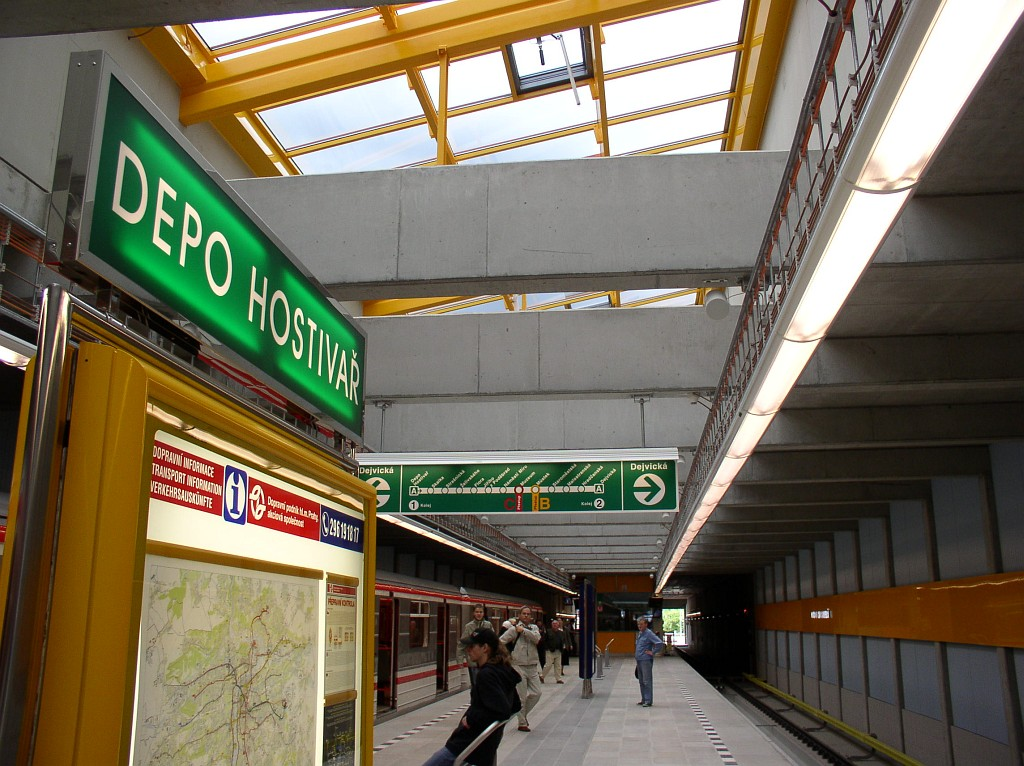
Interiér stanice Depo Hostivař, otevřené v květnu 2006 (směr na Skalku, vpravo vzadu je vidět volný prostor za výjezdem z haly)

V květnu 2006 byl zahájen provoz souprav 81-71M také na trase B.[zdroj⁠?!] Jelikož se na trasu B se nestihl nainstalovat moderní vlakový zabezpečovač, soupravy zde byly provozovány s původním zabezpečovacím zařízením ARS. V soupravách dodaných pro trasu B (BARS) byl zabezpečovač ARS na přelomu druhé a třetí dekády 21. století vyměněn za zabezpečovač LZA. Soupravy přesunuté s trasy C (MARS) jsou stále provozované se zabezpečovačem ARS. Podle neoficiálních informací zřejmě zanedlouho dojde k výměně zabezpečovacího zařízení i u nich, a tak se kapitola zabezpečovače ARS v celé síti Pražského metra definitivně uzavře.
2. července 2009 byl slavnostně ukončen provoz souprav 81-71 na trase B a tím i v celé síti Pražského metra.
V lednu 2010 začaly první práce na prodloužení trasy A západním směrem. Otevření stanic následovalo po třítýdenním ověřovacím provozu bez cestujících, během kterého byly otestovány kompletní technologické systémy ve stanicích i spojovacích tunelech. Během této doby také probíhaly kolaudace a poslední úpravy interiéru stanic. Zprovoznění nového úseku také předcházela více než měsíc trvající výměna informačního systému v pražské hromadné dopravě. Všechny stanice nového úseku, který měří 6,134 kilometrů, jsou bezbariérové. Nový úsek metra byl otevřen 6. dubna 2015. Zahájení provozu na novém úseku metra V.A výrazně zjednodušilo dopravu v Praze 6. Z Dejvické je  možné dostat na novou konečnou stanici metra za 8 minut. Do stanice Nemocnice Motol se cestující z centra města (stanice Můstek) dostanou přibližně za 15 minut. Zkrátila se i cesta na Letiště Václava Havla – ze současných 21 minut z Dejvické na 15 minut ze stanice metra Nádraží Veleslavín. Celý úsek metra A z konečné na konečnou souprava projede za 29 minut 15 sekund.
Dne 10. července 2012 byla zahájena rekonstrukce stanice Národní třída. Stanice byla uzavřena až do 27. června 2014, kdy zde v 14:23 zastavil první vlak. Eskalátorový tunel byl zkrácen, původní povrchový vestibul zbořen a vybudován nový podpovrchový, ze kterého je možný vstup do nového multifunkčního komplexu Quadrio.
V listopadu 2016 začala z důvodu průsaků rekonstrukce stanice Jinonice a od 7. ledna 2017 byla stanice pro cestující uzavřena. Stanice byla pro cestující znovu otevřena dne 23. srpna 2017.[zdroj⁠?!]

Aktuální stav Pražského metra

V letech 2017 a 2018 byla zrekonstruována stanice Muzeum na trase A. Stanice byla několik měsíců uzavřena nejdříve ve směru Depo Hostivař, pak ve směru Nemocnice Motol. Poté byla ještě několikrát uzavřena celá.
V září 2021 začala rekonstrukce stanice Jiřího z Poděbrad. Stanice byla 14. ledna 2023 uzavřena na zhruba 10 měsíců. Rekonstrukce měla skončit v únoru 2024 a stanice se stát bezbariérovou. K zahájení zkušebního provozu dvojice výtahů došlo až 2. července 2024.
21. dubna 2022 byla zahájena stavba úseku I.D1 (Pankrác - Nové Dvory) nové trasy D. Linka by měla být plně automatizovaná. Měly by zde jezdit soupravy bez strojvedoucího a pravděpodobně by nástupiště měla být oddělena od kolejiště stěnami s dveřmi pro výstup a nástup cestujících. Jako rok zprovoznění se odhaduje rok 2029.
Od 28. října 2022 dochází k postupné modernizaci zabezpečovacího zařízení LZA mezi stanicemi Depo Hostivař - Dejvická. První úsek, kde modernizace proběhla mezi 28. a 30. říjnem 2022, je úsek Depo Hostivař - Skalka. Modernizace by měla být v celém úseku Depo Hostivař - Dejvická dokončena nejpozději do konce roku 2024.
V roce 2026 by měla začít výstavba stanice metra Depo Zličín, která bude podobná stanici Depo Hostivař. Stanice bude sloužit jako přestupní bod na linku metra B nejen řidičům parkujícím v novém parkovacím domě P+R, ale také cestujícím z příměstských linek.